# Kazan
Pour les articles homonymes, voir Kazan (homonymie).
Kazan (/ka.zɑ̃/ ou /ka.zan/ ; en russe : Казань, Kazan ; en tatar : Казан, Qazan) est la sixième plus grande ville de Russie, capitale de la république du Tatarstan. Elle forme sa propre subdivision en tant qu'okroug urbain, et elle est divisée en sept arrondissements. Située sur le cours moyen de la Volga, elle se situe dans le centre-est de la partie européenne du pays. Ses habitants sont appelés les Kazanais.
Fondée en 1005 soit par le Khanat bulgare de la Volga soit par les Mongols, elle devient rapidement une forteresse des Bulgares. La ville se développe aux XIIIe et XIVe siècles, devenant un centre commercial et politique important au sein de la Horde d'or. Après l'effondrement de la Horde, elle se transforme en capitale du khanat de Kazan, État tatar. À la suite d'une série de guerres avec la Moscovie, la ville est capturée par Ivan le Terrible en 1552. 
L'effondrement du khanat permet aux Russes de se diriger désormais vers la Sibérie. Sous les ordres d'Ivan IV, la ville est dotée d'un kremlin, et le territoire urbain s'agrandit. En 1708, Kazan est dotée du statut de capitale du gouvernement de Kazan, une province de l'Empire russe. En 1718, l'amirauté de Kazan, plus grande armée fluviale de la Volga, s'y installe, tandis qu'elle est visitée par Pierre Ier en 1722. En 1749, les quartiers tatars subissent un grand incendie, et elle est visitée par Catherine II en 1767. Cette dernière dote dès 1766 la ville d'une gouvernance municipale, puis d'un plan général, et édite en 1773 le décret « Sur la tolérance de toutes les religions », qui profite à la ville à majorité musulmane. 
Prise et pillée pendant la révolte de Pougatchev, elle est ensuite reprise par l'armée impériale en juillet 1774, puis elle se développe au XIXe siècle. Pendant la guerre civile russe, elle est prise par l'Armée rouge le 10 septembre 1918. Capitale de la RSSA tatare sous l'époque soviétique, elle est capitale du Tatarstan depuis 1990. En 2005, la ville a fêté son millième anniversaire et a obtenu le titre de « troisième capitale de la Russie ».
Forte de 1 314 685 habitants en 2023, elle est la sixième ville de Russie pour sa population et la plus grande du district fédéral de la Volga, tandis que son agglomération est la neuvième de la fédération, avec 1,6 million d'habitants en 2022. La ville est de plus peuplée pour moitié de Tatars, peuple de la république. Située sur la rive gauche de la Volga, à la confluence de la Kazanka dans celle-ci, le réservoir de Kouïbychev a fait monter les niveaux d'eau depuis sa création. La ville tatare se trouve dans une grande plaine et possède de nombreux autres plans d'eau. Kazan est par ailleurs un grand centre industriel et universitaire ainsi qu'un important nœud de communication, avec l'autoroute Vostok entre autres. 
Un des plus grands centres religieux, culturels et sportifs du pays, son architecture est mondialement reconnue. La ville tatare bénéficie à la fois d'un classement au patrimoine mondial de l'UNESCO avec son kremlin en 2000 et avec les observatoires de son université fédérale depuis 2023. Les monuments classés sont importants, mêlant architectures musulmane et russe, avec par exemple la mosquée Qolsharif, la mosquée Märcani ou encore le passage Alexandrov. Un des plus grands musées d'art du pays, le musée d'État des Beaux-Arts du Tatarstan, s'y trouve, et c'est dans cette ville que serait apparue Notre-Dame de Kazan, une des icônes russes les plus révérées. La ville a accueilli les Universiades d'été de 2013 ainsi qu'un certain nombre de matches de la Coupe du Monde de la FIFA 2018.

## Géographie

### Topographie et hydrographie
Kazan est située à 720 km à l'est de Moscou sur la rive gauche de la Volga, principal fleuve de la Russie d'Europe. L'agglomération est divisée par la Kazanka qui vient se jeter dans la Volga. La ville historique, en particulier le kremlin de Kazan, se trouve sur la rive gauche de la Kazanka. La ville historique s'est développée selon un plan en éventail en partant du kremlin situé sur un promontoire. Des quartiers industriels se sont développés ensuite à la périphérie de ce noyau urbain au sud-est. Par la suite, des industries et des quartiers ouvriers se sont installés sur l'autre rive de la Kazanka. La rive droite de la Volga trop éloignée est restée intacte. Depuis le milieu du XXe siècle, la Volga est régulée par un ensemble de barrages. Le barrage de Samara implanté 200 km en aval a créé le réservoir de Kouïbychev qui s'étend jusqu'en amont de Kazan et a fait largement monter le niveau des eaux au niveau de la ville. Le réservoir a accru l'espace occupé par la Volga et le fleuve est au niveau de Kazan large de 2 à 6 km. Du fait de l'endiguement de la Volga, la Kazanka forme au niveau du centre-ville de Kazan un plan d'eau long de deux kilomètres et d'une largeur comprise entre 700 et 1 000 mètres, entrecoupé par deux avancées permettant son franchissement par des axes routiers et ferroviaires.
Kazan se trouve à 324 km au sud-est de Nijni Novgorod, à 451 km au nord-ouest d'Oufa, à 719 km à l'ouest de Iekaterinbourg et à 720 km à l'est de Moscou.Kazan est situé dans le fuseau horaire de Moscou (heure de Moscou). Le décalage du temps appliqué par rapport à UTC est de +3:00 midi ensoleillé moyen à Kazan arrive à 11:44.

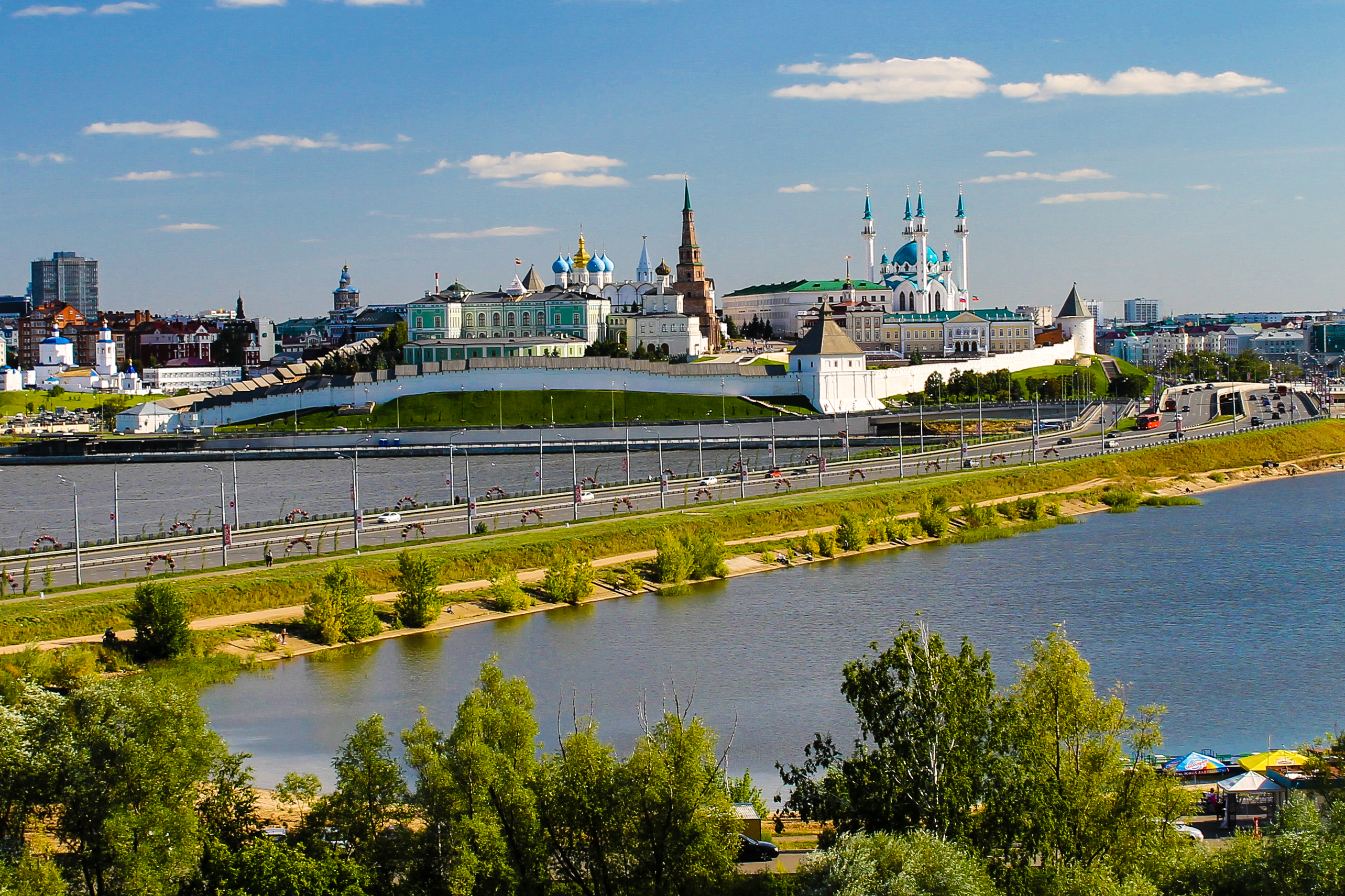
Le kremlin de Kazan.

### Climat
| Donnée                  | Kazan  | Paris  | Berlin  |
| ----------------------- | ------ | ------ | ------- |
| Temp. minimale moyenne  | 0,5 °C | 8,9 °C | 5,9 °C  |
| Temp. maximale moyenne  | 8,9 °C | 16 °C  | 13,4 °C |
| Précipitations (mm)     | 554    | 637    | 570     |
| Ensoleillement (heures) | 1 931  | 1 661  | 1 626   |

Le climat de Kazan est de type continental froid avec une température moyenne de −10 °C durant les mois de décembre, janvier et février, une température moyenne en été de 18 à 20 °C et une température annuelle moyenne de 4,6 °C. Les précipitations sont très modérées (562 millimètres) et réparties sur toute l'année mais plus marquées durant les mois d'été. La neige est présente 123 jours par an et sa hauteur atteint 45 cm au cœur de l'hiver (1,5 mètre maximum). Le vent est modéré (2,7 km/s en moyenne) sans direction dominante sur l'année. La durée d'ensoleillement moyenne annuelle est de 1 931 heures avec des pics très marqués en hiver (33 heures de Soleil en décembre) et en été (plus de 290 heures en juin et juillet). Les tempêtes de neige sévissent 30 jours par an et les orages 23 jours. Les températures extrêmes relevées sont −46,8 °C en janvier 1942 et 39,0 °C en juillet 2010.
| Mois                                  | jan.                  | fév.                  | mars              | avril                | mai              | juin              | jui.                 | août             | sep.                   | oct.                  | nov.                   | déc.                   | année      |
| ------------------------------------- | --------------------- | --------------------- | ----------------- | -------------------- | ---------------- | ----------------- | -------------------- | ---------------- | ---------------------- | --------------------- | ---------------------- | ---------------------- | ---------- |
| Température minimale moyenne (°C)     | −12,8                 | −12,5                 | −6,5              | 2,2                  | 9                | 13,5              | 15,8                 | 14               | 8,6                    | 2,7                   | −4,5                   | −10,5                  | 1,5        |
| Température moyenne (°C)              | −10,6                 | −10                   | −3,3              | 5,5                  | 14               | 18,3              | 20,5                 | 18,5             | 12,2                   | 5,3                   | −2,5                   | −8                     | 5,1        |
| Température maximale moyenne (°C)     | −7,1                  | −6,3                  | 0,8               | 10,7                 | 19,7             | 24                | 25,5                 | 23,8             | 16,6                   | 8,6                   | −0,3                   | −5,5                   | 9,4        |
| Record de froid (°C) date du record   | −46,8 21 janvier 1942 | −39,9 12 février 1930 | −31,7 4 mars 1963 | −27,2 1er avril 1963 | −6,5 5 mai 1918  | −1,4 3 juin 1892  | 2,6 7 juillet 1926   | 1 31 août 1976   | −5,4 30 septembre 1901 | −23,4 31 octobre 1920 | −36,6 26 novembre 1890 | −43,9 31 décembre 1978 | −46,8 1942 |
| Record de chaleur (°C) date du record | 4,5 20 janvier 2007   | 5,6 22 février 2020   | 15,8 31 mars 2020 | 29,5 30 avril 1950   | 33,5 31 mai 2007 | 37,5 25 juin 1921 | 38,9 31 juillet 2010 | 39 1er août 2010 | 32,3 4 septembre 1951  | 23,4 3 octobre 1915   | 15 11 novembre 1927    | 6,1 6 décembre 2008    | 39 2010    |
| Précipitations (mm)                   | 41                    | 34                    | 33                | 41                   | 43               | 67                | 66                   | 60               | 52                     | 53                    | 47                     | 43                     | 563        |

## Histoire

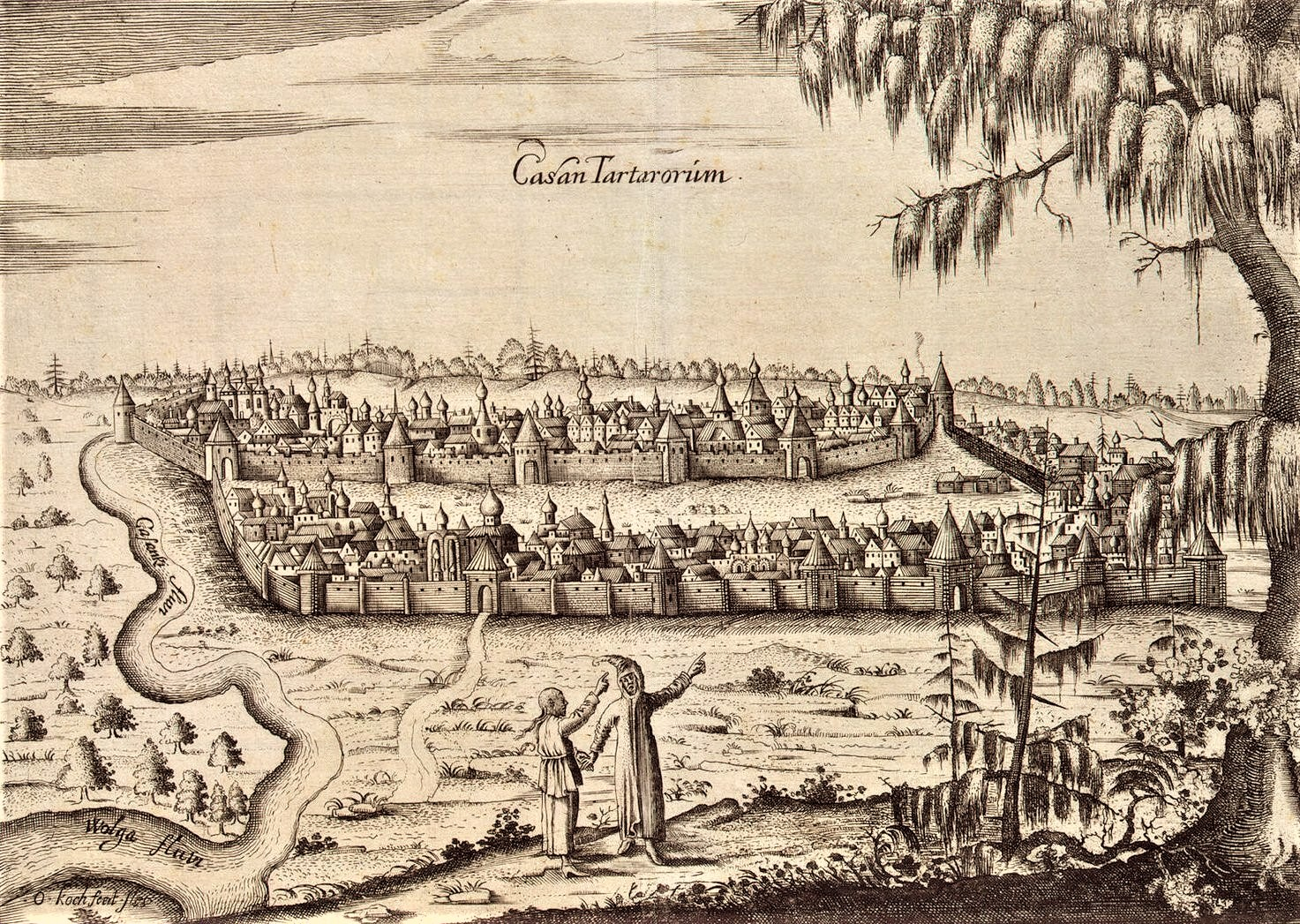
Kazan, gravure d'Adam Olearius, 1630.

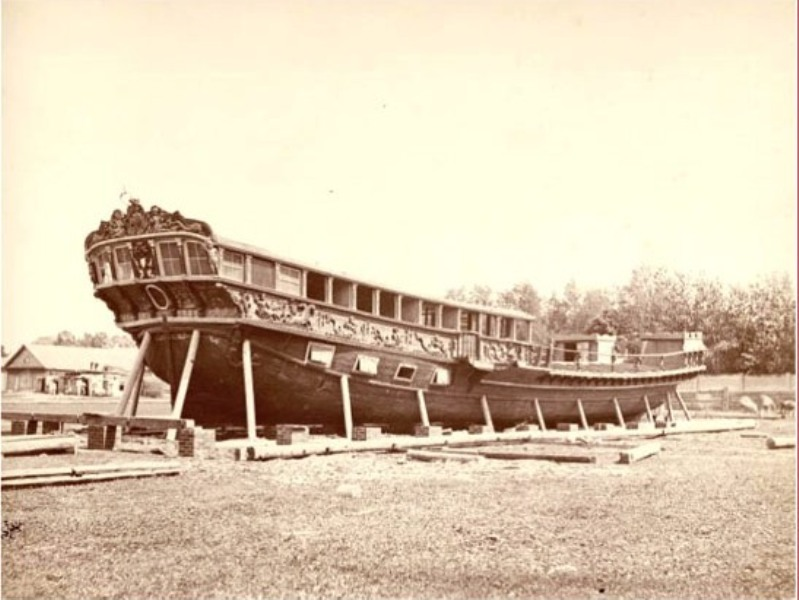
La galère Tver, lancée à Kazan en 1767, photographiée au XIXe s.

### Khanat bulgare de la Volga

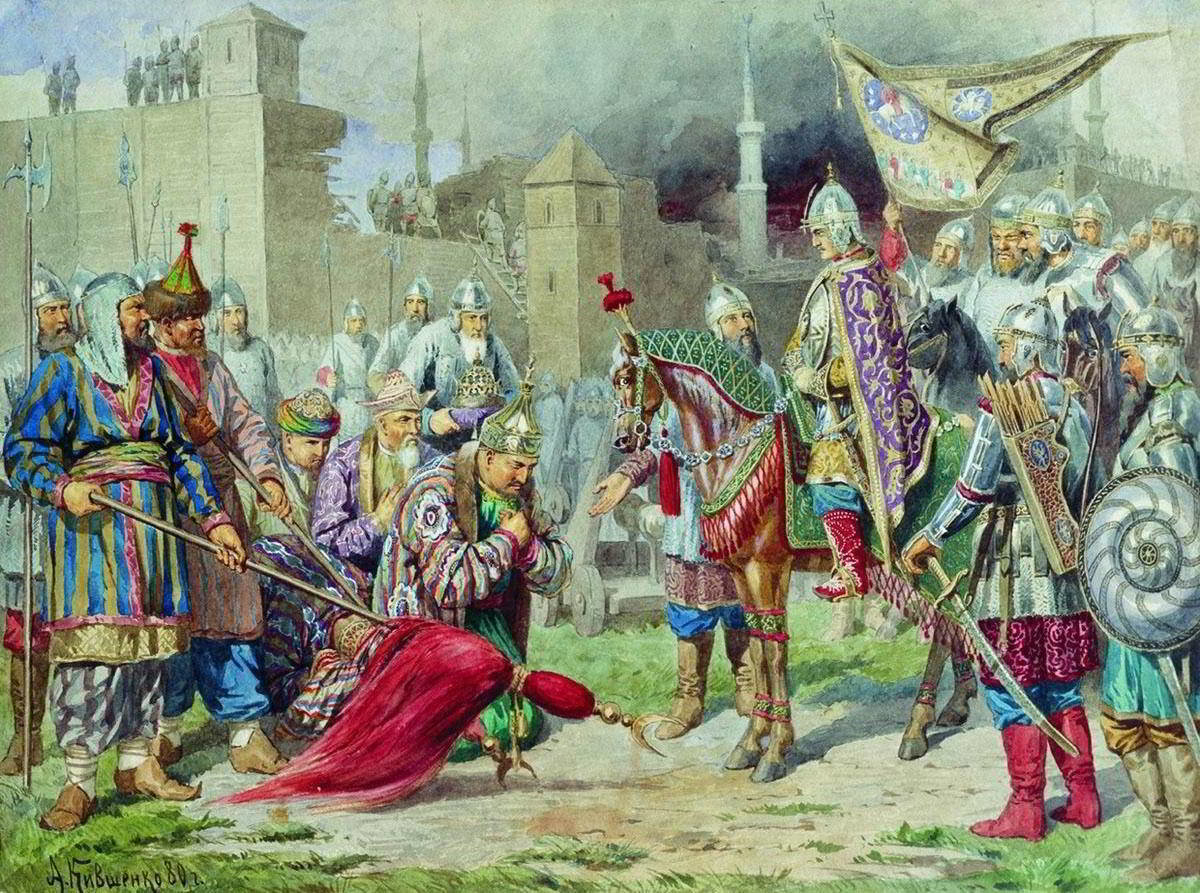
La reddition de Kazan en 1552 et Ivan le Terrible.

Le khan Koubrat, souverain des Proto-Bulgares turcophones de la steppe pontique parlant une langue oghoure, fonde vers 630 un État éphémère, la Grande Bulgarie, dont le vaste territoire s'étend sur les cours aval du Don, du Dniepr et de la Volga entre la mer d'Azov et la mer Caspienne. À sa mort, les dissensions entre ses héritiers entraînent l'éclatement du khanat. Kotrag, un des cinq fils de Koubrat, entraîne une partie des Bulgares vers le nord où il fonde le Khanat bulgare de la Volga au confluent de la Kama et de la Volga dont la capitale Bolgar est située non loin de ce confluent. L'islam devient religion d'État quand le khan Almuch se convertit en 922. À partir du tournant du millénaire, le khanat entre en conflit avec les principautés russes de la Rus' de Kiev situées sur sa frontière occidentale.
Officiellement, Kazan est fondée vers 1005 donc à l'époque des Bulgares. Mais les historiens ne s'accordent pas sur cette date ni sur l'identité des fondateurs de la ville. Certains considèrent que sa fondation est l'œuvre des Mongols, donc beaucoup plus tardive. L'origine du nom de la ville fait également l'objet de débats liés à l'identité des fondateurs. Selon la légende, il aurait pour origine le mot bulgare kazan, qui désigne un « chaudron » (en russe : Казань). Mais Qazan/Kazan est également un des noms portés par les dirigeants mongols et turcs, en particulier par le septième empereur mongol Ghazan Khan (1271-1304). Il est probable que la ville ait été fondée du vivant de cet empereur ou peu après et que son nom en dérive.

### Invasion mongole
En septembre 1223, une avant-garde de l'armée mongole de Gengis Khan, sous le commandement de Subötaï et Djebé, entre dans la Bulgarie de la Volga, près de Samara, mais est défaite à la bataille de Kernek. Les Mongols reviennent en 1229 et vainquent les Bulgares. Quelques années plus tard, en 1232, la cavalerie mongole occupe la partie sud de la Bachkirie et le sud de la Bulgarie de la Volga. En 1236, les forces mongoles dirigées par Batu assiègent et s'emparent de la capitale Bolgar et du pays tout entier. Selon certains historiens, plus de 80 % de la population du pays est tuée pendant l'invasion et la population rurale restante est contrainte de quitter les steppes. Les Mongols s'installent définitivement dans la région, créant un état baptisé la Horde d'or qui s'étend de l'Oural aux portes de l'Europe occidentale. Ils installent leur capitale Saraï sur le cours aval de la Volga. La Bulgarie de la Volga est divisée en plusieurs principautés autonomes vassales de la Horde d'or.

### Khanat de Kazan: création et chute
Les principautés russes devenues vassales de la Horde d'or tentent progressivement de reprendre leur autonomie à compter de 1370 sous la conduite de la grande-principauté de Moscou et ils y parviennent temporairement après avoir vaincu les Mongols à la bataille de Koulikovo. Le territoire de la Horde d'or commence à se morceler à partir de 1430 avec la création du Khanat de Crimée puis celle du khanat de Kazan en 1438 et enfin celle du khanat d'Astrakhan entre la Volga, le Don, le Kouban et le Terek en 1466. Le khanat de Kazan entretient des relations tumultueuses avec les principautés russes. Des raids partis du khanat vont régulièrement piller celles-ci et capturent des esclaves dont Kazan fait commerce. La Russie monte progressivement en puissance en unifiant toutes les principautés russes et en reculant ses frontières vers l'est. En 1552, Ivan le Terrible, grand-prince de Moscou, s'empare de la ville et met fin au khanat au terme du long siège de Kazan à l'issue duquel plusieurs milliers d'esclaves russes sont libérés et une bonne partie de sa population est soit massacrée soit déportée en dehors de la ville. La ville est annexée à la Russie et devient le siège du gouvernement de Kazan : c'est la première annexion par l'État moscovite d'une région peuplée de non-Russes. La cathédrale de l'Annonciation est bâtie dans le château fort, le kremlin de Kazan. Un évêché est créé sur place, avec à sa tête Gouri de Kazan. L'icône de Notre-Dame de Kazan, peinte en 1572, est une des plus renommées de l'Église orthodoxe russe.

### DuXVIIesiècleauXIXesiècle

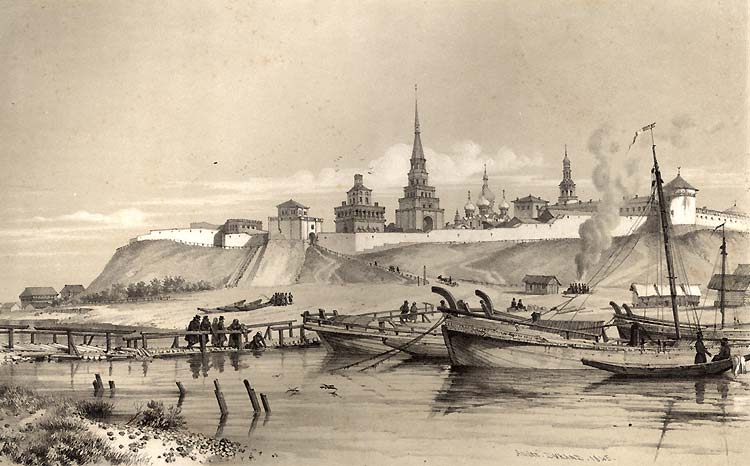
Kazan au XVIIIe siècle.

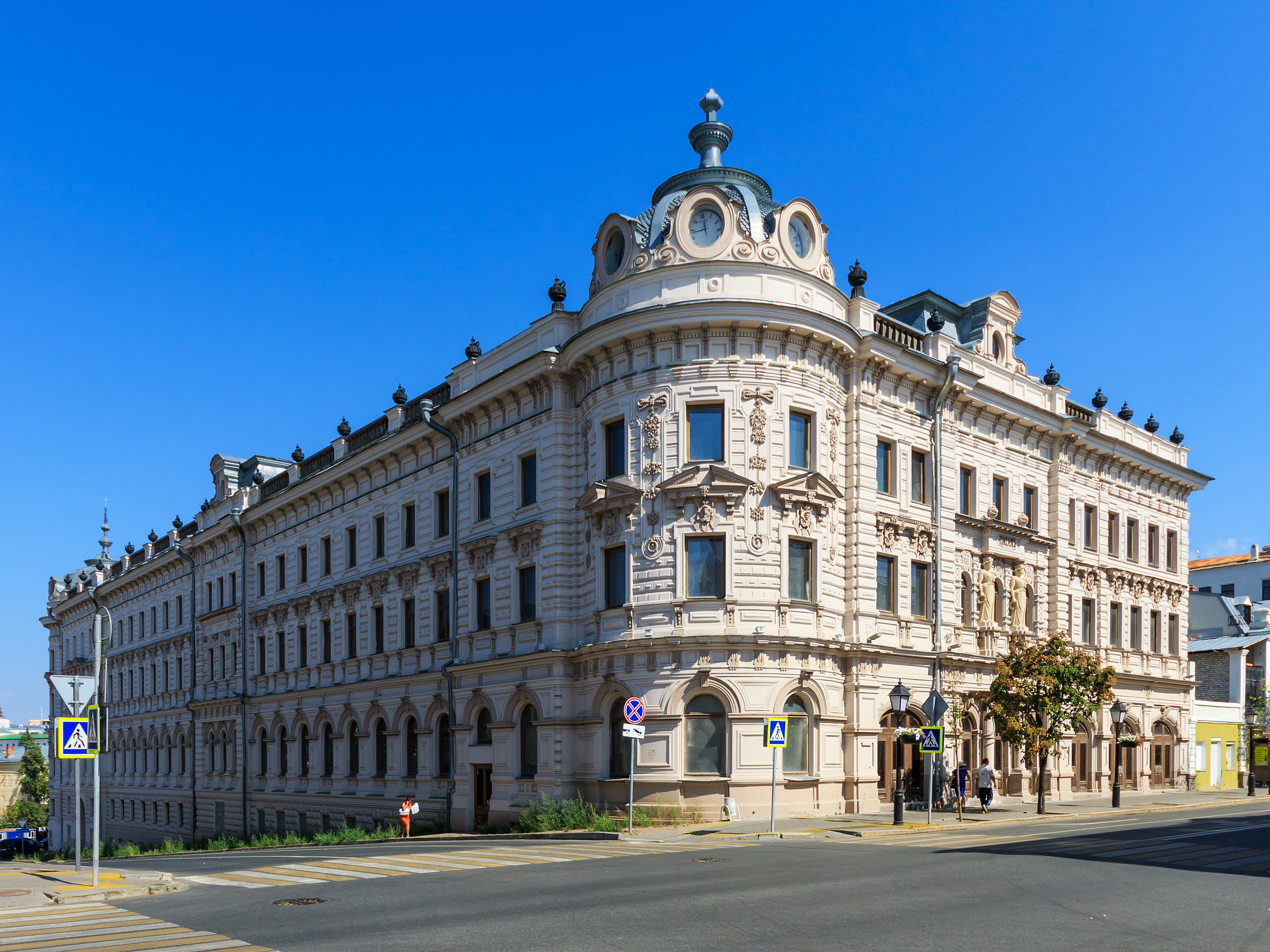
Passage Alexandrovski (bâtiment construit dans les années 1880).

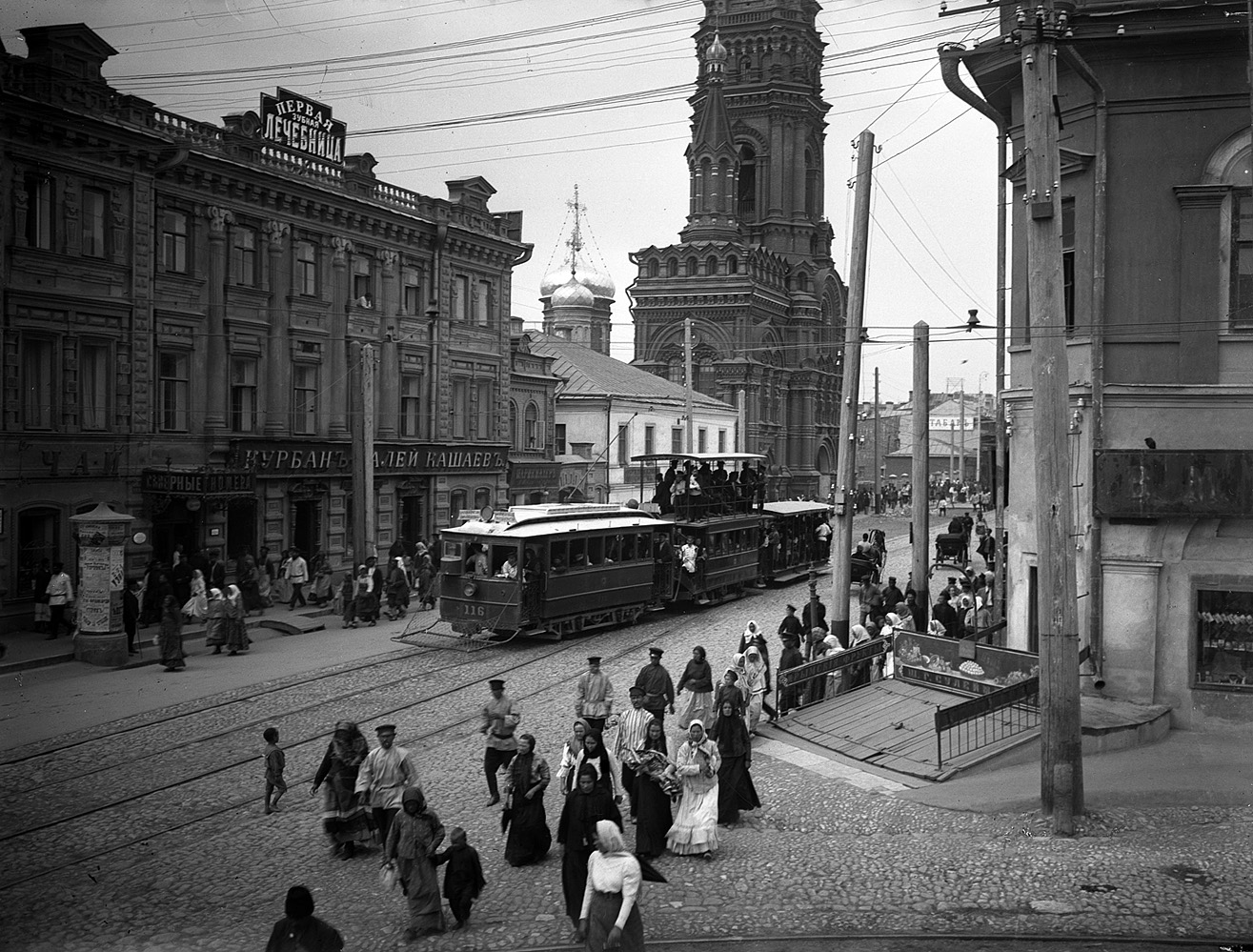
Kazan dans les années 1910.

La ville est d'abord un centre de négoce avec la Sibérie. Les articles négociés sont des peaux, des aines et des fourrures, ce qui contribue à développer une industrie chimique des graisses et des savons au XVIIIe siècle. Sous Catherine II, la ville est reconstruite selon un plan en damier. La mosquée Märcani est construite sous son règne. En 1774, la ville est prise par les rebelles pendant la révolte de Pougatchev. La ville bénéficie de l'essor de la Sibérie dont le peuplement russe croît rapidement à partir de 1700. En 1786, une poudrerie est créée à quelques kilomètres de Kazan. Au début du XXe siècle, elle sera absorbée par l'agglomération en pleine extension.
Au XIXe siècle, Kazan devient une ville importante de Russie, centre de commerce, d'industrie et de navigation fluviale. La ville compte 50 000 habitants en 1829 et 93 000 habitants en 1880. La première université y est ouverte en 1804. Elle se dote au cours du XIXe siècle d'un observatoire astronomique et d'une bibliothèque de 16 000 volumes. En 1870 est éditée à Kazan la première version imprimée d'un classique de la spiritualité orthodoxe, les Récits d'un pèlerin russe. Lénine a étudié à Kazan. En 1913, peu avant la Première Guerre mondiale, la population de la ville atteint 195 300 personnes. La poudrerie de Kazan, une des plus importantes de Russie, emploie à l'époque près de 12 000 personnes. Un incendie se déclare le 14 août et détruit complètement cet établissement et une grande partie des quartiers industriels. L'emplacement de la poudrerie sera occupé par la suite par un nouveau quartier résidentiel.

### Ère soviétique de 1918 à 1941
Durant la guerre civile qui suit le renversement du régime tsariste en 1917, Tatars, Bachkirs et Tchouvaches tentent de former l'État d'Idel-Oural. La ville, jusque-là aux mains des bolchéviques, est libérée par l'Armée blanche de la Légion tchécoslovaque le 7 août 1918. Celle-ci s'empare à cette occasion des réserves d'or de l'Empire russe. L'Armée rouge reprend la ville quelques jours plus tard dans le cadre de la bataille de Kazan (en). En 1920, Kazan devient la capitale de la République socialiste soviétique autonome tatare, au sein de la république socialiste fédérative soviétique de Russie. Dans les années 1920 et 1930, la plupart des mosquées et des églises de la ville sont détruites, comme cela se produit ailleurs en URSS. Des industries chimiques sont implantées dans la ville en 1919 et aéronautiques à compter de 1932.

### Seconde Guerre mondiale
Au cours de la Seconde Guerre mondiale, de nombreuses installations industrielles et des usines de l'Ouest du pays sont relocalisées à Kazan, ce qui fait de la ville un centre de l'industrie militaire qui produit chars et avions.

### Développement après la Seconde Guerre mondiale
La Volga, qui constitue un axe de circulation important, est caractérisée par un débit très irrégulier. Son alimentation étant assurée principalement par la fonte des neiges et des glaces, la moitié du volume d'eau s'écoule durant les mois de mai et juin. Les responsables de l'Union soviétique lancent avant la Seconde Guerre mondiale un plan d'aménagement du fleuve qui comprend la construction d'une série de barrages tout au long de son cours destinés à retenir une partie des eaux en période de crues et à les restituer durant les périodes de bas étiage (de l'été à l'hiver). L'objectif est d'en faire une voie navigable pour des navires de grand gabarit, de produire de l'électricité et d'irriguer les terres situées en aval de Samara qui subissent une pluviométrie faible ou quasi nulle. Le barrage de Samara, construit environ 50 kilomètres en amont de cette ville entre 1950 et 1957, est un des plus grands barrages sur la Volga, produisant 11 000 gigawatts-heures par an. Le réservoir de Kouïbychev créé par le barrage est une véritable mer intérieure d'une superficie de 6 450 km2. Le bilan de ces aménagements est mitigé car si la production d'électricité et l'amélioration des conditions de navigation sont au rendez-vous, les aménagements agricoles ne produisent pas les résultats escomptés et le bilan écologique et humain est particulièrement négatif.
Après la guerre, Kazan se consolide en tant que centre industriel et scientifique. En 1979, la population de la ville atteint le million d'habitants. Dans les années 1980 et après la dislocation de l'Union soviétique, Kazan est redevenue le centre de la culture tatare, et les tendances séparatistes se sont intensifiées. Avec le retour du capitalisme, Kazan devient l'une des villes les plus importantes de la fédération de Russie.

### Depuis la dissolution de l'Union soviétique (1990-)

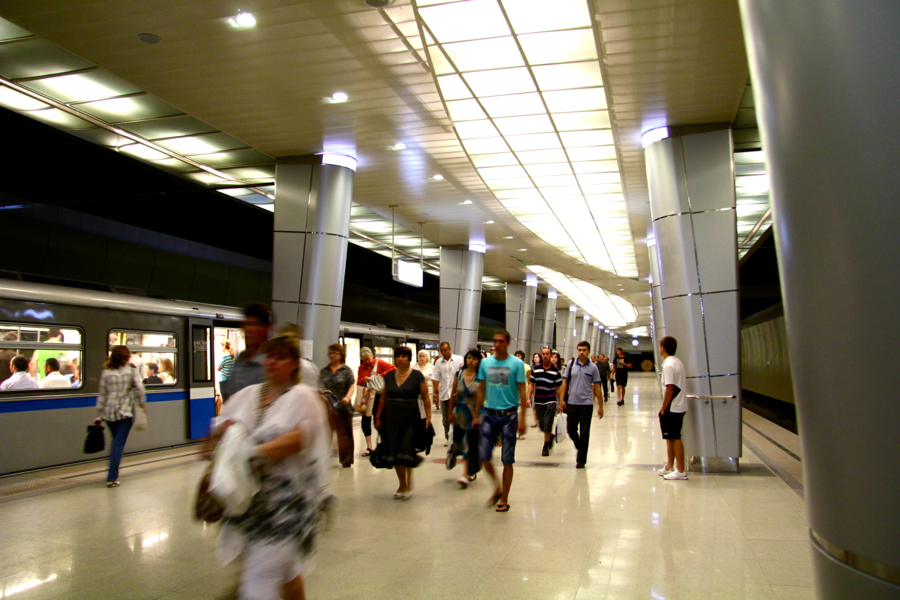
Station de métro de Kazan.

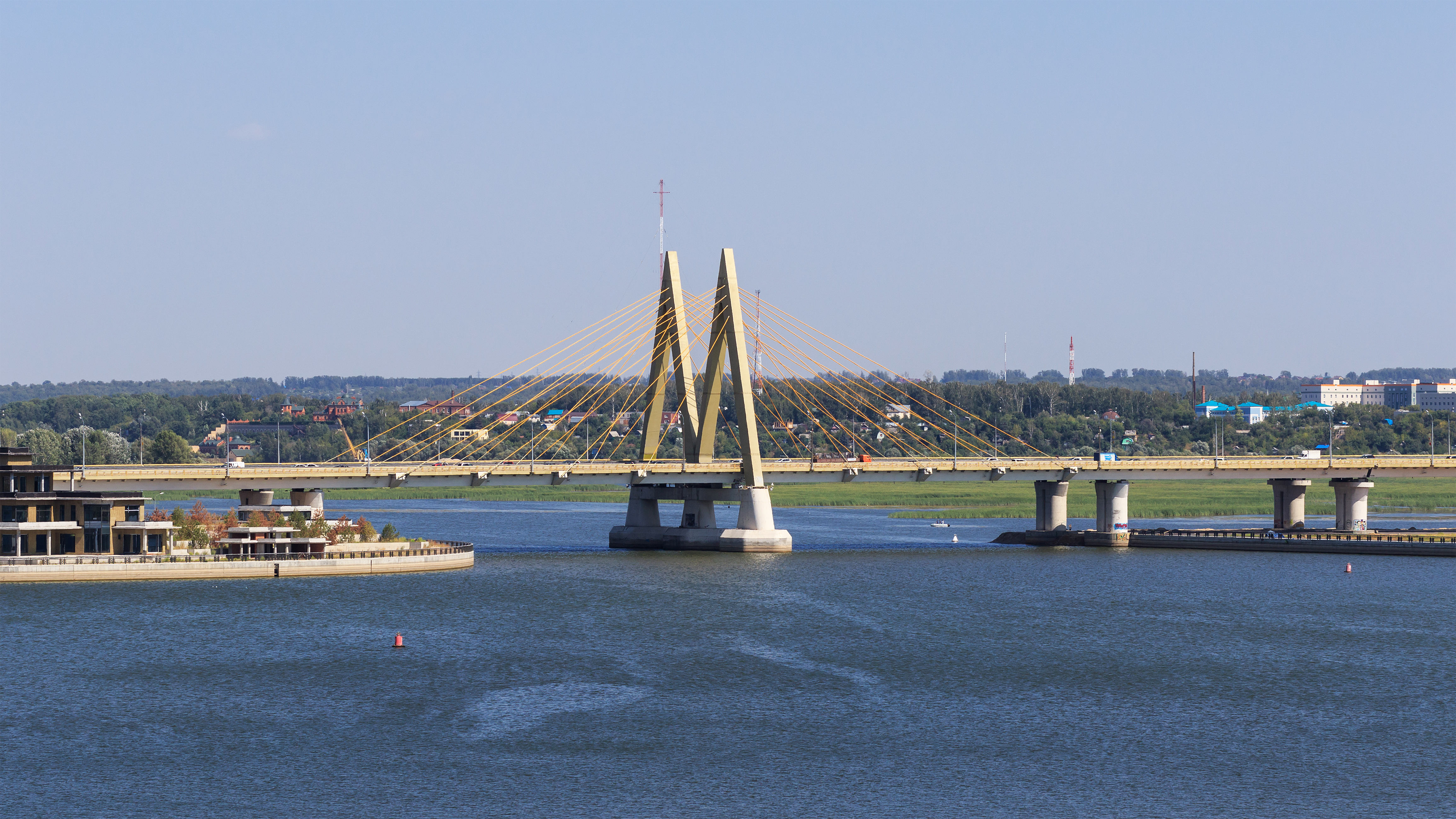
Pont du Millénaire.

#### De l'autonomie au rétablissement de la verticalité des pouvoirs
En 1990, Boris Eltsine, président du Soviet suprême de la république socialiste fédérative soviétique de Russie, qui souhaite affirmer l'indépendance de la RSFS de Russie face aux autorités de l'URSS, est en conflit avec Mikhaïl Gorbatchev, qui défend les instances soviétiques. Dans une approche démagogique et pour affaiblir les autorités fédérales, il encourage les républiques soviétiques à prendre autant d'autonomie que possible. Après la disparition de l'Union soviétique, les dirigeants du Tatarstan, comme ceux d'autres républiques, prennent au mot Eltsine en exigeant de disposer de manière indépendante des richesses de leur sol et d'une entière autonomie pour mener des négociations commerciales et diplomatiques avec des pays tiers. La faiblesse des autorités centrales russes de l'époque amènent celles-ci à signer avec le Tatarstan comme avec d'autres républiques russes un traité effectuant des concessions importantes comme la création d'une citoyenneté propre à la République ou la création d'une banque d'État. Cette dérive générale vers une confédération très lâche est stoppée quinze ans plus tard par Vladimir Poutine, qui impose aux législations régionales de rentrer dans des règles communes définies par la loi fédérale. Pour réduire encore l'autonomie des dirigeants locaux auxquels manquent les garde-fous de structures politiques régionales matures, il supprime en novembre 2004 l'élection des présidents régionaux. Désormais, le président doit être un candidat proposé par l'assemblée régionale puis approuvé par le président russe.

#### Développement
Contrairement à la majorité des grandes villes russes de plus d'un million d'habitants, la population de Kazan continue de croître après la dissolution de l'Union soviétique. En 2005, dans le cadre de fêtes célébrant les 1 000 ans de la ville, plusieurs ouvrages importants sont inaugurés. Le métro de Kazan entre en service : celui-ci constitue le premier réseau de métro inauguré en Russie depuis la dissolution de l'Union soviétique. La même année sont inaugurés le pont du Millénaire, un ouvrage spectaculaire qui franchit la Kazanka, et la mosquée Qolşärif, une des plus grandes mosquées de Russie, construite dans le kremlin de Kazan. La ville restaure son centre-ville qui désormais est en partie piétonnier (rue Bauman).
Guerre en Ukraine
Le 21 décembre 2024, l'armée ukrainienne réalise une attaque massive de drones contre des infrastructures de Kazan. 8 drones ont touché un site industriel et des immeubles résidentiels. L'attaque n'a pas provoqué de blessés. La position de la ville, à plus de 1000 kilomètres du front, donne un caractère particulièrement symbolique à cet évènement, celui-ci remettant en cause profondément les capacités de défenses russes.

## Politique et administration

### Statut et subdivisions
Kazan est la capitale de la république du Tatarstan, une des subdivisions de la Russie. Ayant rang de république, elle bénéficie, comme les 22 subdivisions russes de ce type, d'une autonomie relativement importante par rapport au pouvoir central. Au sein du Tatarstan, la ville constitue l'okrug urbain de Kazan, ayant le statut de ville d'importance républicaine. Elle est subdivisée en 7 districts :  
| \| No. \| District \| Population (2010) \| Superficie (km2) \| \| --- \| --------------- \| ----------------- \| ---------------- \| \| 1 \| Aviastroïtelni \| 111 405 \| 38,91 \| \| 2 \| Vakhitovski \| 86 202 \| 25,82 \| \| 3 \| Kirovski \| 109 125 \| 108,79 \| \| 4 \| Moskovski \| 130 537 \| 38,81 \| \| 5 \| Novo-Savinovski \| 202 997 \| 20,66 \| \| 6 \| Privoljski \| 227 755 \| 115,77 \| \| 7 \| Sovietski \| 275 514 \| 167,00 \| |                 |                   |                  |
| No. | District        | Population (2010) | Superficie (km2) |
| 1 | Aviastroïtelni  | 111 405           | 38,91            |
| 2 | Vakhitovski     | 86 202            | 25,82            |
| 3 | Kirovski        | 109 125           | 108,79           |
| 4 | Moskovski       | 130 537           | 38,81            |
| 5 | Novo-Savinovski | 202 997           | 20,66            |
| 6 | Privoljski      | 227 755           | 115,77           |
| 7 | Sovietski       | 275 514           | 167,00           |

Bâtiments officiels
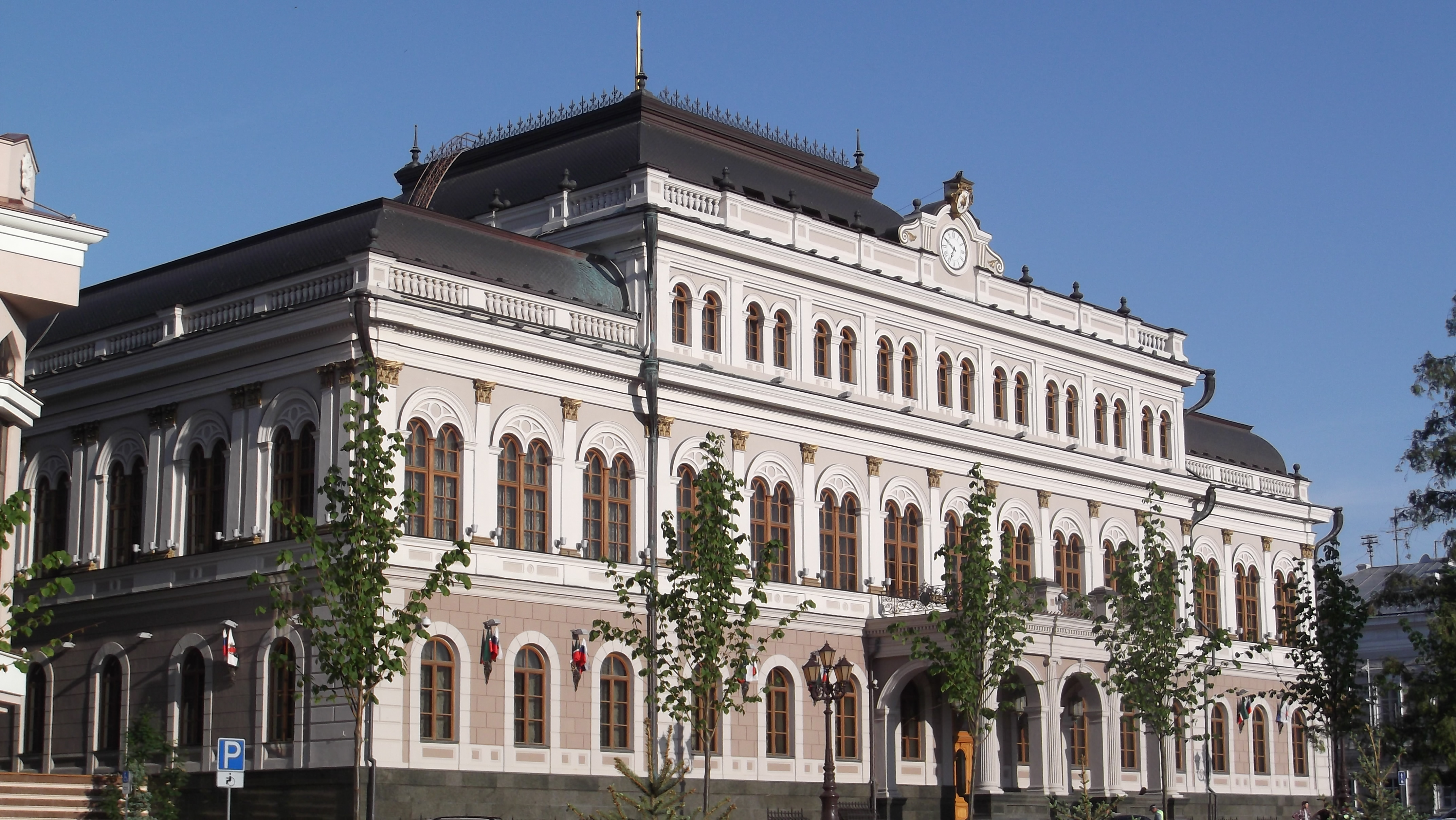
Hôtel de ville de Kazan.
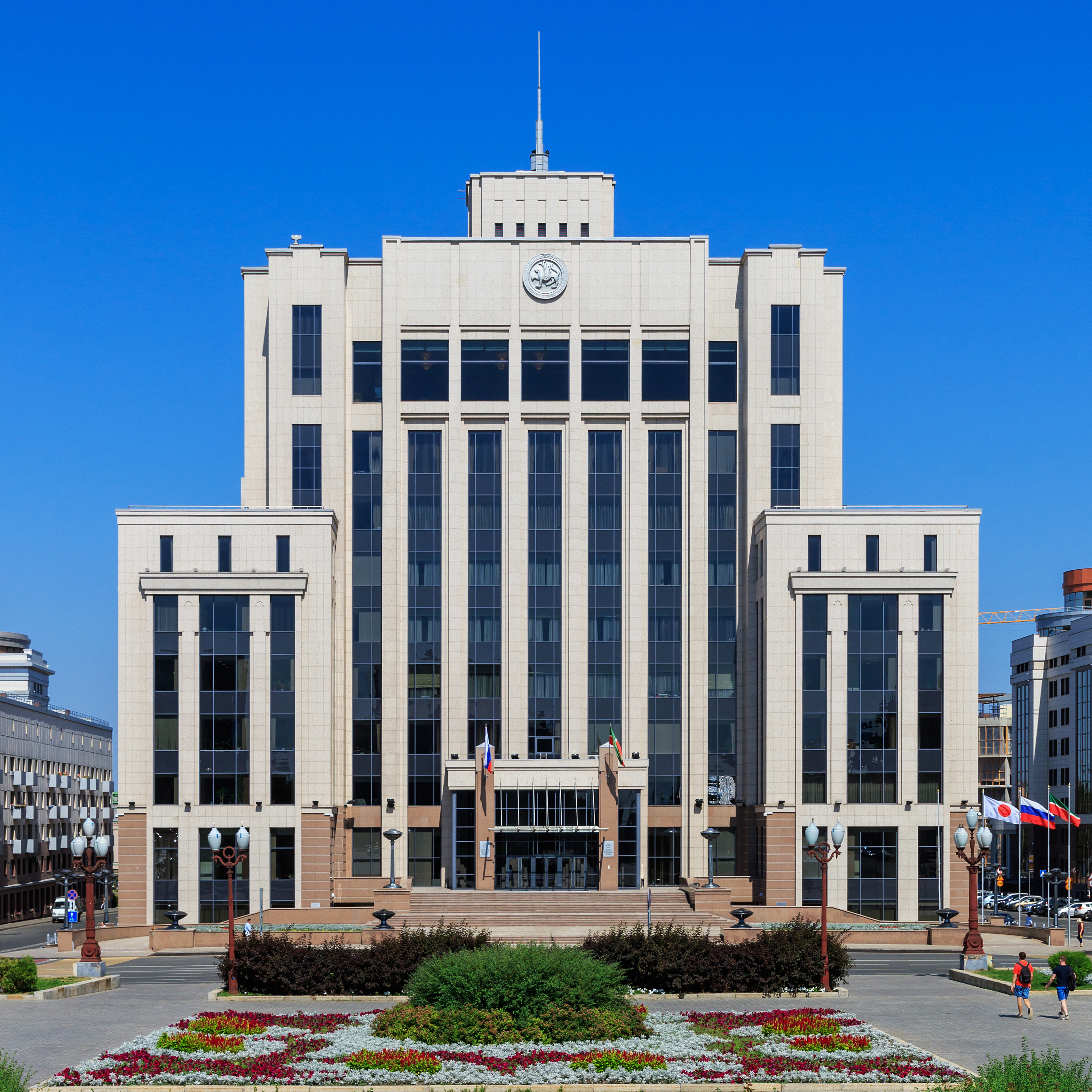
Bâtiment du cabinet des ministres de la république de Tatarstan.
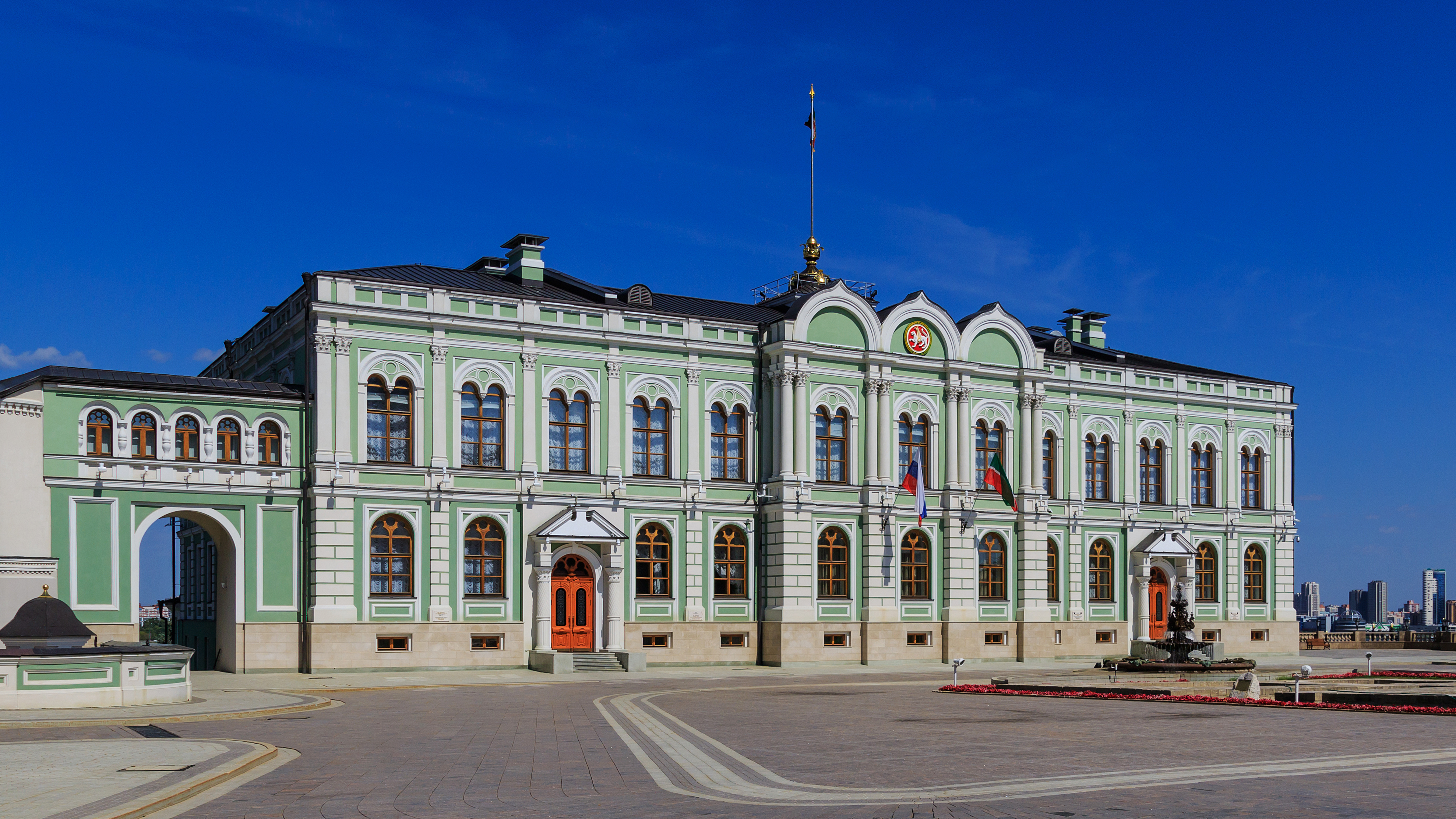
Palais présidentiel de la république du Tatarstan.

### Résultats électoraux
| Scrutin          | 1er tour | 1er tour | 1er tour | 1er tour | 1er tour | 1er tour | 1er tour | 1er tour | 1er tour | 1er tour | 1er tour | 1er tour | 2d tour     | 2d tour     | 2d tour     | 2d tour     | 2d tour     | 2d tour     | 2d tour     | 2d tour     |
| Scrutin          | 1er      | 1er      | %        | 2e       | 2e       | %        | 3e       | 3e       | %        | 4e       | 4e       | %        | 1er         | %           | 2e          | %           | 3e          | %           | 4e          | %           |
| ---------------- | -------- | -------- | -------- | -------- | -------- | -------- | -------- | -------- | -------- | -------- | -------- | -------- | ----------- | ----------- | ----------- | ----------- | ----------- | ----------- | ----------- | ----------- |
| Municipales 2010 |          | ER       | 67,7     |          | KPRF     | 11,79    |          | LDPR     | 11,0     |          | SRZP     | 7,51     | Tour unique | Tour unique | Tour unique | Tour unique | Tour unique | Tour unique | Tour unique | Tour unique |
| Municipales 2015 |          | ER       | 76,95    |          | KPRF     | 11,38    |          | SRZP     | 7,52     |          | LDPR     | 3,12     | Tour unique | Tour unique | Tour unique | Tour unique | Tour unique | Tour unique | Tour unique | Tour unique |
| Municipales 2020 |          | ER       | 68,65    |          | KPRF     | 13,45    |          | SRZP     | 9,99     |          | LDPR     | 3,53     | Tour unique | Tour unique | Tour unique | Tour unique | Tour unique | Tour unique | Tour unique | Tour unique |

### Jumelages
| Ville | Ville           | Pays | Pays            | Période                  |
| ----- | --------------- | ---- | --------------- | ------------------------ |
|       | Antalya         |      | Turquie         |                          |
|       | Arkadag         |      | Turkménistan    | depuis 2023              |
|       | Astana          |      | Kazakhstan      |                          |
|       | Astrakhan       |      | Russie          | depuis 1997              |
|       | Brunswick       |      | Allemagne       | depuis le 5 octobre 1988 |
|       | Bryan           |      | États-Unis      |                          |
|       | College Station |      | États-Unis      |                          |
|       | Djeddah         |      | Arabie saoudite |                          |
|       | Hyderabad       |      | Inde            |                          |
|       | Istanbul        |      | Turquie         |                          |
|       | Jurmala         |      | Lettonie        |                          |
|       | Krasnoïarsk     |      | Russie          | depuis 2001              |
|       | Tcheliabinsk    |      | Russie          | depuis 2002              |
|       | Urbino          |      | Italie          |                          |
|       | Vérone          |      | Italie          |                          |

## Population et société

### Démographie
En 2019, la ville de Kazan a une population de 1 251 969 habitants, ce qui la classe au sixième rang des villes de Russie après Moscou, Saint-Pétersbourg, Novossibirsk, Iekaterinbourg et Nijni Novgorod. En 2010, la population était composée principalement de Russes (48,6 %), Tatars (47,6 %), Bachkirs (0,16 %) et Ukrainiens (0,42 %).
| 1811   | 1840   | 1863   | 1897*   | 1914    | 1926*   | 1939*   |
| ------ | ------ | ------ | ------- | ------- | ------- | ------- |
| 53 900 | 41 300 | 63 100 | 129 959 | 194 200 | 174 732 | 398 014 |

| 1959*   | 1970*   | 1979*   | 1989*     | 2002*     | 2010*     | 2013      |
| ------- | ------- | ------- | --------- | --------- | --------- | --------- |
| 646 806 | 868 537 | 992 675 | 1 094 378 | 1 105 289 | 1 143 535 | 1 176 187 |

| 2014      | 2015      | 2016      | 2017      | 2018      | 2019      | 2020 |
| --------- | --------- | --------- | --------- | --------- | --------- | ---- |
| 1 190 850 | 1 205 651 | 1 216 965 | 1 231 878 | 1 243 500 | 1 251 969 | -    |

### Enseignement supérieur et recherche

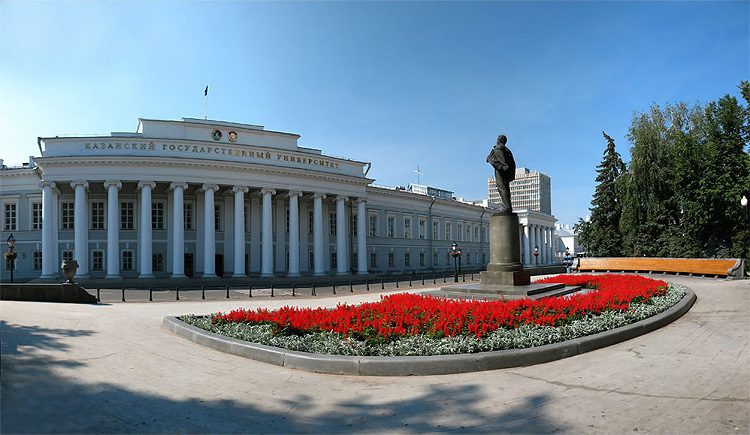
Université d'État de Kazan.

La ville de Kazan a été depuis de nombreuses années le centre d'étude des langues orientales de l'Empire russe quand a commencé l'expansion de celui-ci vers l'Orient, au-delà de l'Oural. L'École orientaliste de Kazan en a témoigné depuis la fondation en 1769 d'une chaire de langue tatare par l'impératrice Catherine II.
Les institutions actuellement les plus importantes sont :
- l'Université fédérale de Kazan, l'une des plus anciennes de Russie. Tolstoï y a étudié. Elle accueille environ 45 000 étudiants ;
- l'Université technique de recherche nationale de Kazan (ru) (Université Tupolev), autrefois Institut d'aviation de Kazan, qui regroupe 25 000 étudiants et forme des ingénieurs en aéronautique, informatique et télécommunications ;
- l'Université d'État de médecine de Kazan, fondée en 1814 (4 000 étudiants) ;
- l'Université technologique nationale de recherche de Kazan (27 000 étudiants) ;
- le Conservatoire de Kazan ;
- l'École des Beaux-Arts de Kazan Nikolaï Fechine (ru).

### Sports

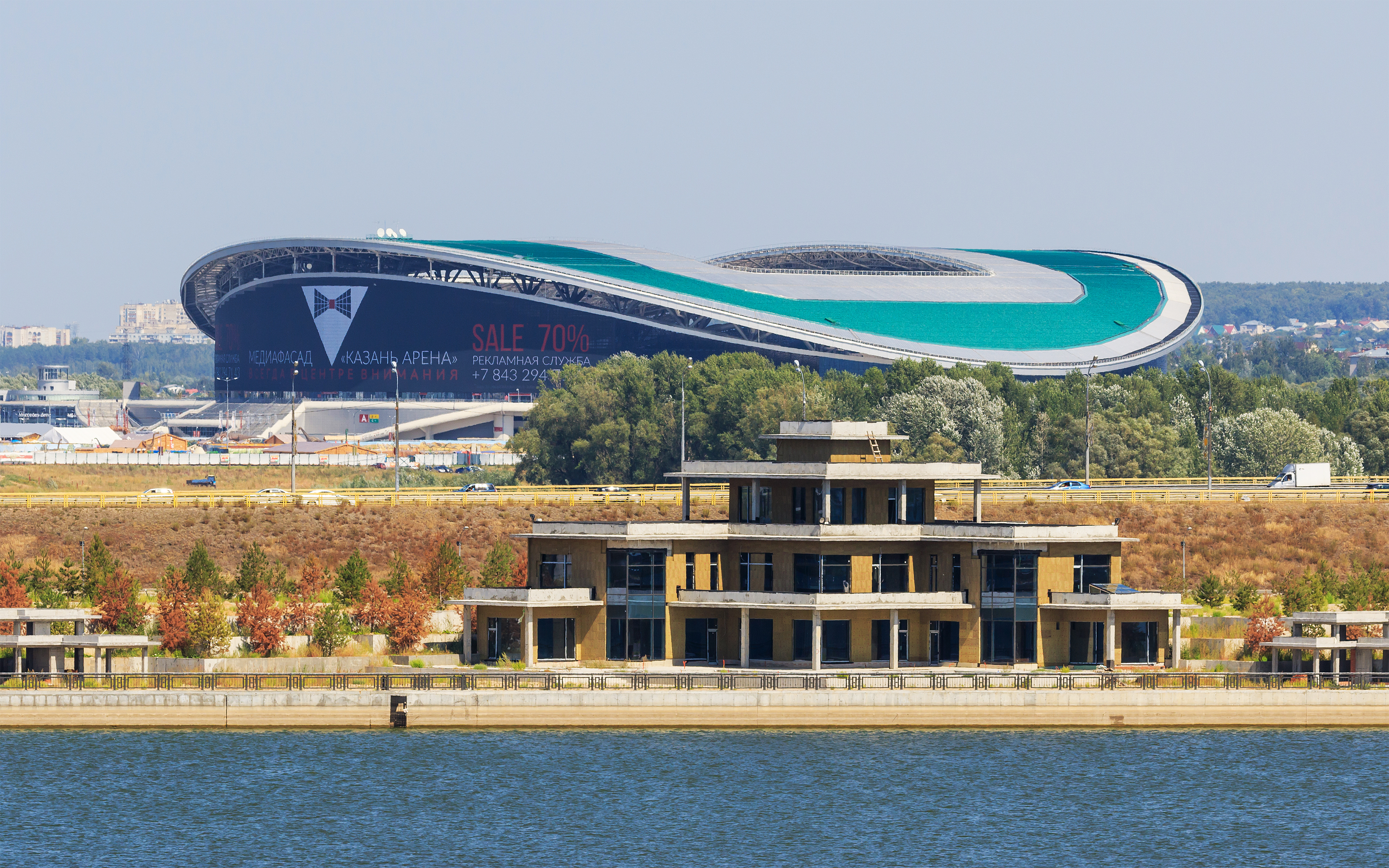
Stade de Kazan Arena.

#### Équipes
- Ak Bars Kazan (hockey sur glace), champion de Russie (KHL) en 2018
- FK Rubin Kazan (football), champion de Russie en 2008 pour la 1re fois
- Sintez Kazan (water-polo), champion de Russie en 2007
- UNICS Kazan (basket-ball)
- Dynamo Kazan (bandy)
- Zenit Kazan (volley-ball)

#### Compétitions
Kazan est le théâtre de nombreuses activités sportives internationales :
- en 2006 : la finale de la coupe du monde de trot en sport hippique ;
- en 2013 : les Universiades d'été ;
- en 2014 : les championnats du monde d'escrime ;
- en 2015 : les championnats du monde de natation ;
- en 2017 : le championnat d'Europe de tir USPE (17 au 22 juillet) et les Red Bull Air Races (22 et 23 juillet) ;
- en 2018 : Kazan est une des villes d'accueil de la coupe du monde de football. Du 21 février au 3 mars 2024 à Kazan a eu lieu le tournoi multisports «Jeux du futur».  Du 12 au 23 juin 2024, les jeux des BRICS ont eu lieu à Kazan.

Équipements sportifs
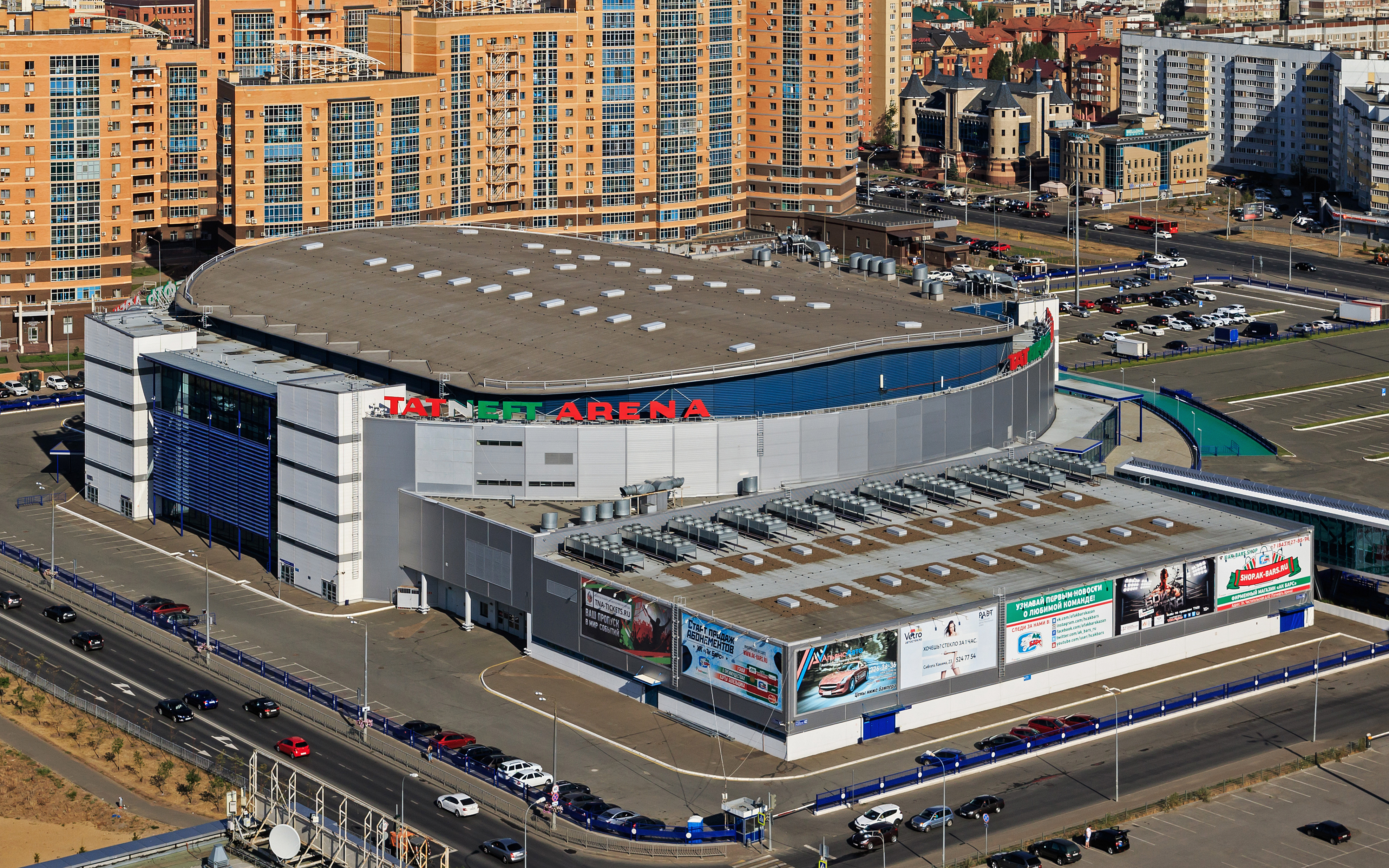
Stade TatNeft héberge l'équipe de hockey de la ville
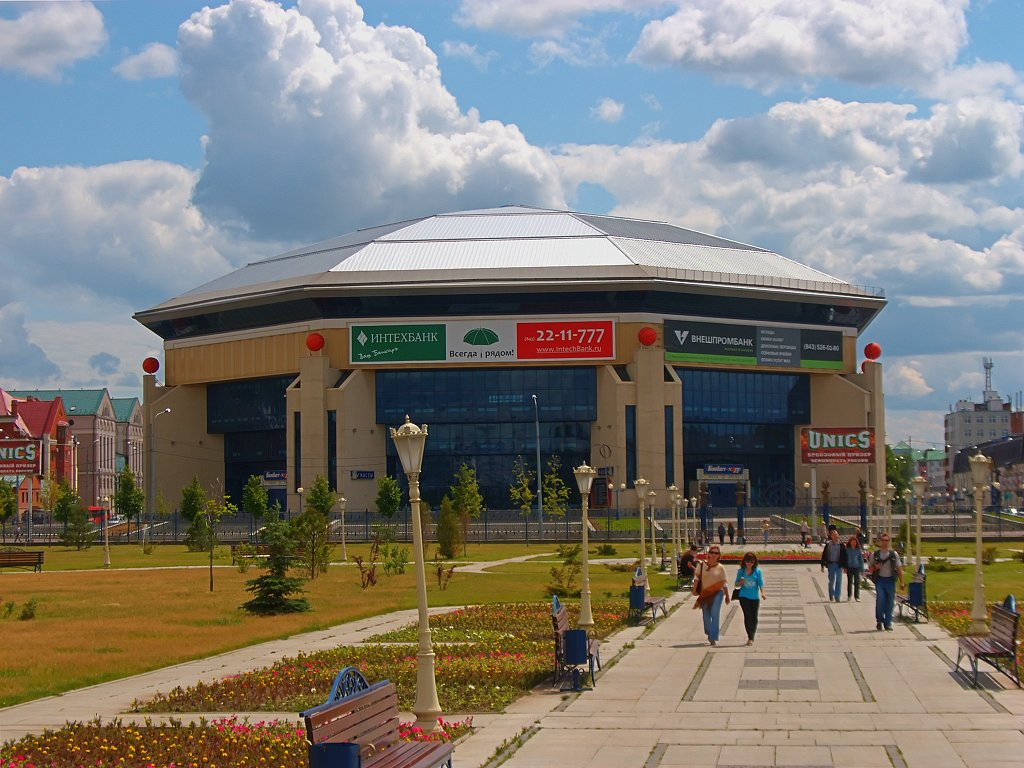
Le stade de basketball (7 400 places) accueille également des concerts
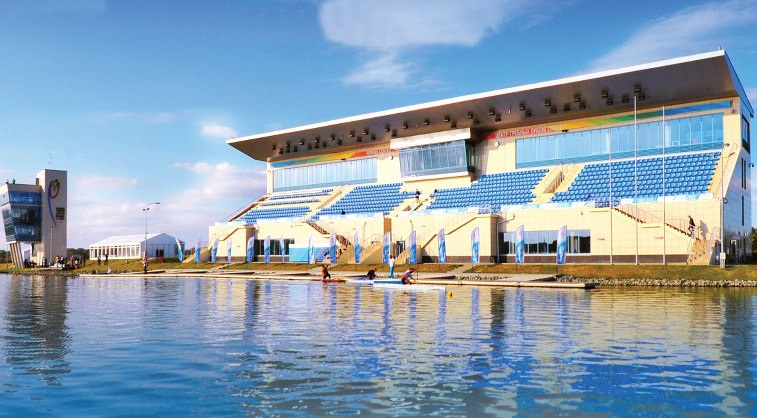
Tribune pour les compétitions d'aviron

### Religions
Les religions les plus représentées sont l'islam sunnite et le christianisme orthodoxe. Il existe également des minorités catholiques, juives et baha'i.

## Économie

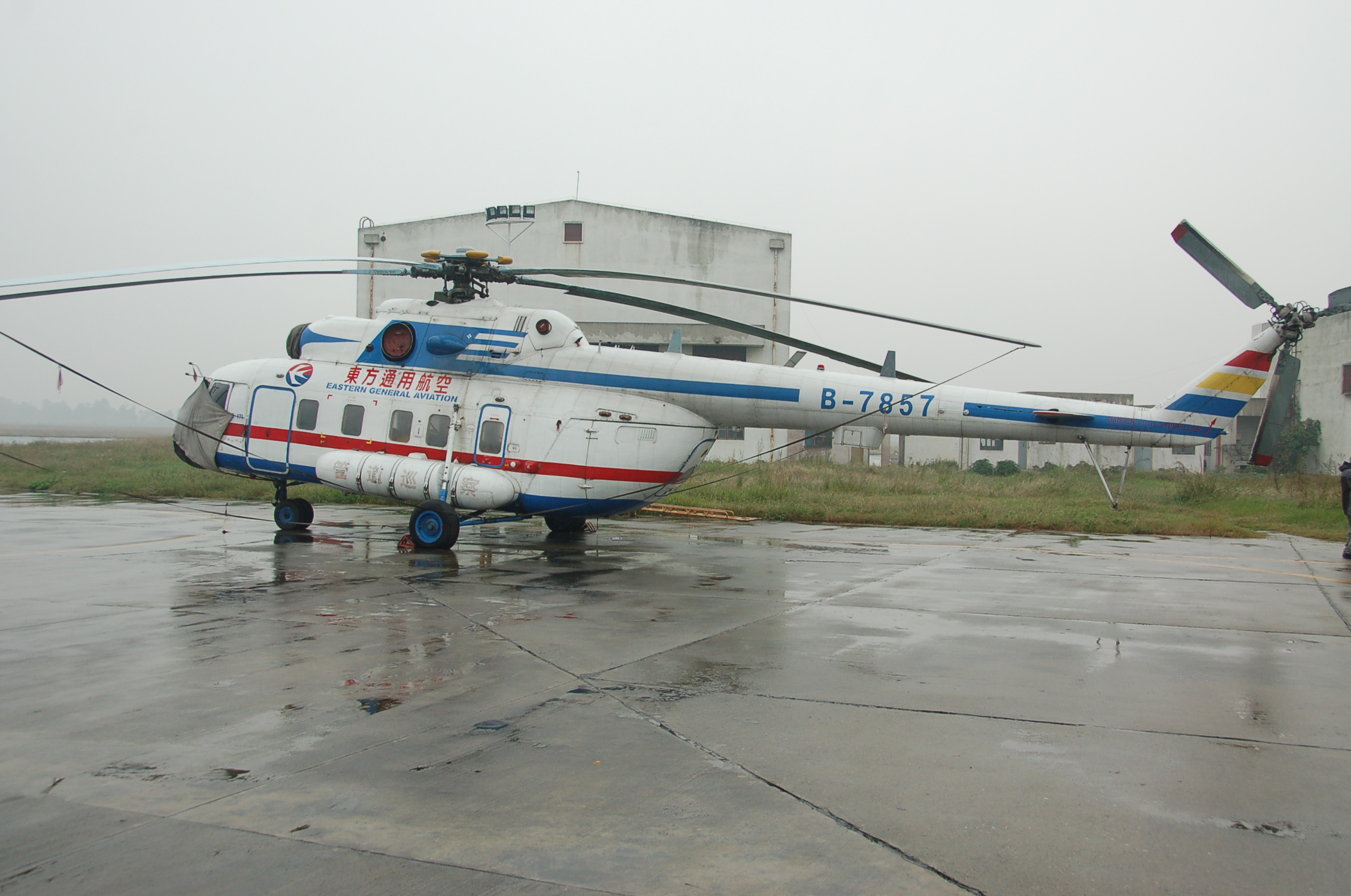
Hélicoptère Mil Mi-17 à l'école d'aviation civile de Guanghan, Chine.

L'économie de Kazan bénéficie de plusieurs facteurs propres à la république du Tatarstan. Celle-ci est à son échelle un gros producteur de produits pétroliers bruts (32 millions de tonnes par an pour une population de moins de 4 millions habitants). À la suite de l'éclatement de l'Union soviétique les dirigeants du Tatarstan ont su habilement négocier avec Moscou le partage des ressources fournies par la rente pétrolière et ont opté pour une politique économique volontariste : aide aux entreprises, formation, transparence administrative. Le développement des nouvelles technologies a été encouragé. Les autorités ont peaufiné l'image de la ville et de la République, entraînant un accroissement du tourisme et captant des événements internationaux.
Les secteurs les plus importants sont liés au pétrole et à l'industrie aéronautique. L'industrie textile et la production de produits alimentaires représentent également des activités importantes.
D'importantes usines aéronautiques sont implantées à Kazan :
- KAPO Gorbunov, qui a construit divers appareils civils et militaires Tupolev ;
- KVZ (Kazanskii Vertoletnyi Zavod, usine d'hélicoptères de Kazan), qui produit des hélicoptères depuis 1951, notamment les Mil Mi-8 et Mil Mi-17 ;
- KMPO (Казанское моторостроительное производственное объединение), qui fabrique des moteurs d'avions et d'hélicoptères.

Comme dans la plupart des villes russes, les collectifs de jardins familiaux occupent une grande partie de la périphérie urbaine et représentent à la fois un loisir et un apport alimentaire important. Certains se transforment en quartiers résidentiels.

## Voies de communication et transports

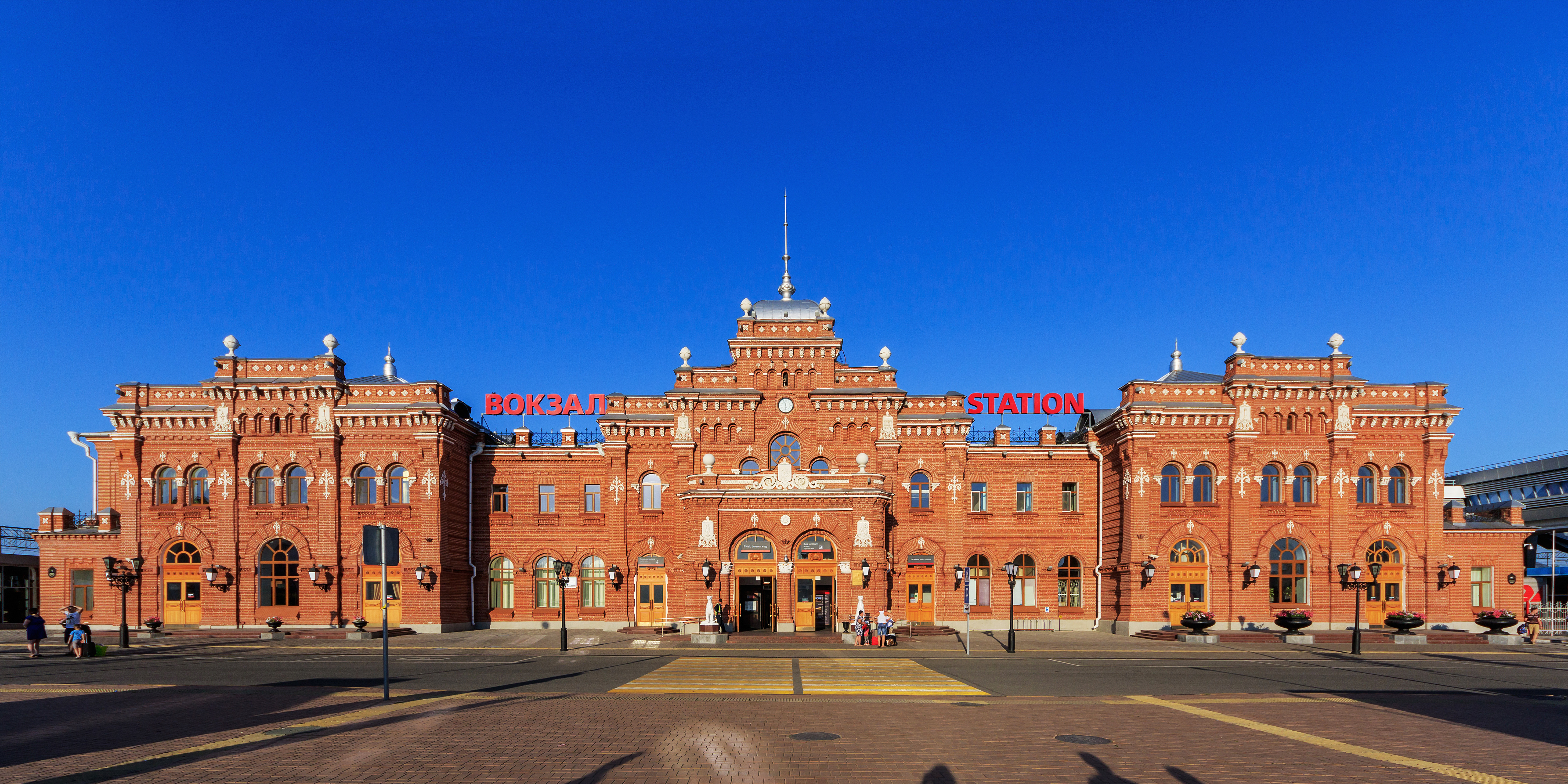
Gare principale de Kazan (Kazan 1).

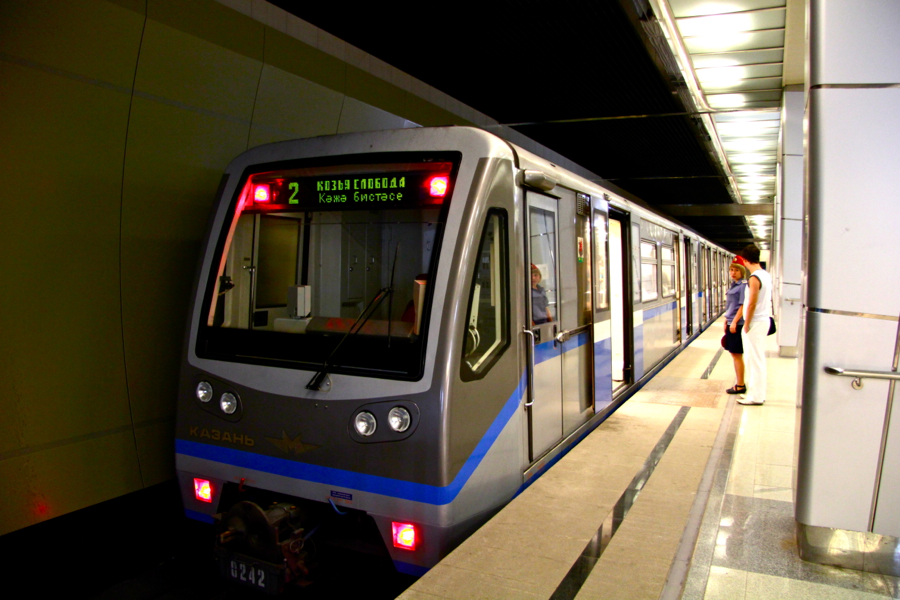
Rame du métro de Kazan.

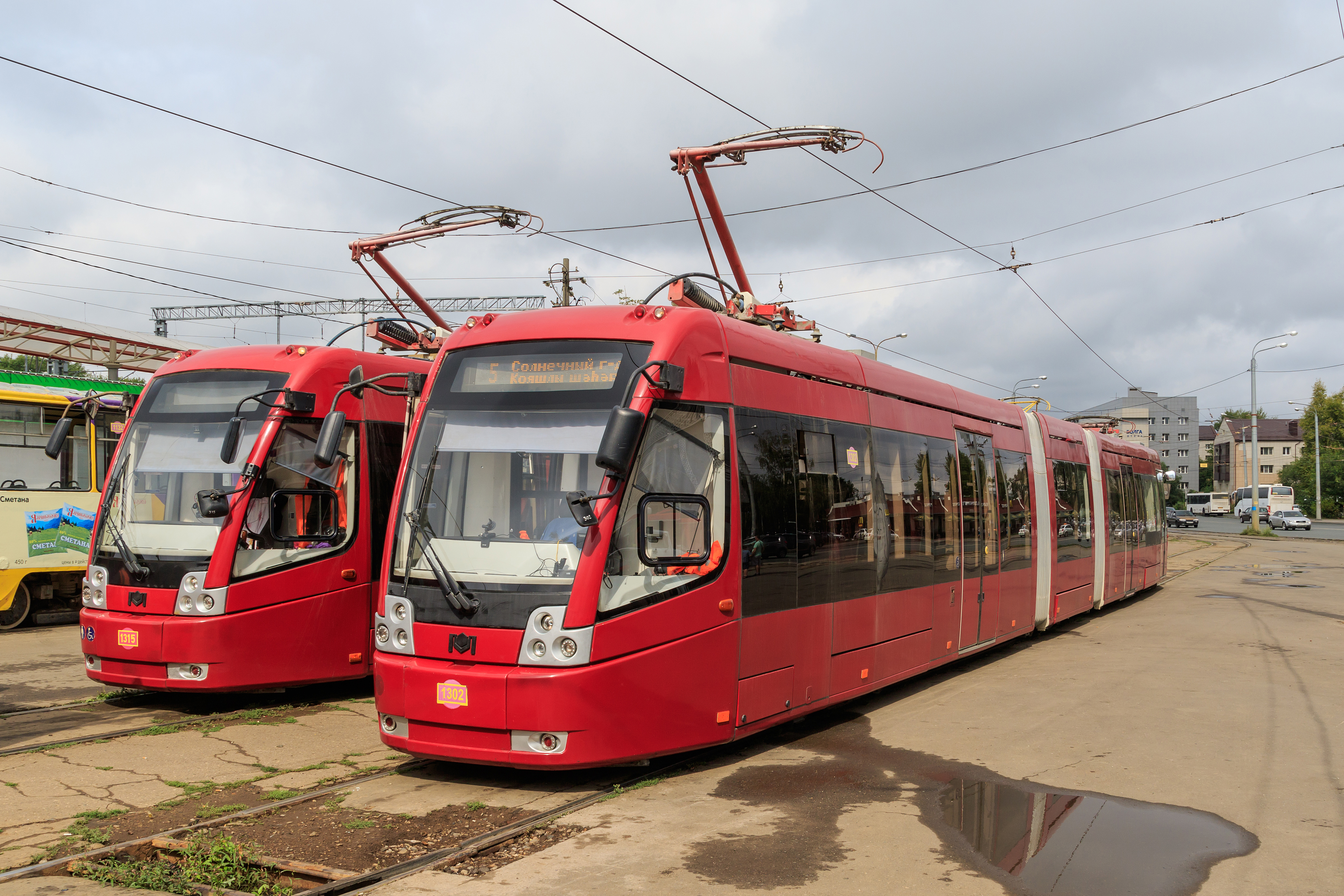
Tramway de Kazan.

### Transports en commun
Le réseau de transports en commun est principalement assuré par une soixantaine de lignes de bus (257 000 passagers transportés par jour en 2017) et une dizaine de lignes de trolleybus. La ville exploite depuis 1899 un réseau de tramways à traction électrique dont le réseau a été réduit à plusieurs reprises au cours des décennies 1990-2010. Le réseau en partie modernisé comprend 5 lignes totalisant 120 kilomètres de voies dont une ligne circulaire à grande vitesse (23 km aujourd'hui, 33 km à terme) en site propre équipée de rames modernes à plancher bas et plusieurs voitures.
Depuis 2005, Kazan dispose d'une ligne de métro, la première construite en Russie après le changement de régime. La ligne longue de 15,8 kilomètres comporte 10 stations et a transporté 27 millions de passagers en 2016. Elle traverse l'agglomération du nord-ouest au sud-est en passant par le centre ville. Quatre stations se trouvent sur la rive droite de la Kazanka, les autres étant situées sur la rive gauche. La construction de trois autres lignes est prévue mais seuls les travaux sur la ligne Savinoskaïa ont débuté en 2018.

### Transports ferroviaires
Kazan est située à un nœud ferroviaire et reliée aux principales villes de Russie par des dessertes régulières. Les trains les plus rapides mettent environ 14 heures pour aller à Moscou et 22 heures pour Saint-Pétersbourg. La ville possède deux gares principales :
- Kazan 1 (Kazan-Passajirskaïa) est la gare principale et occupe un bâtiment historique datant de 1896 flanqué d'un terminal moderne. La gare est située tout près du centre ville à environ 1 kilomètre au sud du kremlin de Kazan. Elle est le terminus des trains allant vers l'est à destination de Moscou, Saint-Pétersbourg, Nijni-Novgorod, Mourom, Arzamas, l'aéroport de Kazan et certaines des villes de la proche banlieue (Staroïe Arakchino, Sviyajsk, Iochkar-Ola).
- Kazan 2 (Vosstanie-Passajirskaïa) est située sur la rive droite de la Kazanka à environ 7 kilomètres au nord du centre-ville. Ce n'est pas un terminus : les trains y marquent un arrêt compris entre 5 et 20 minutes. Les principales destinations sont les villes de Sibérie (Krasnoïarsk, Oulan-Oude, Iekaterinbourg, Omsk, Novossibirsk, Tioumen, Irkoutsk, Barnaoul), et du sud de la Russie (Sotchi, Rostov-sur-le-Don, Novorossiisk) du cours sud de la Volga (Volgograd, Saratov, Syzran, Oulianovsk, Ijevsk) et de l'Oural (Perm).

### Réseau routier
Kazan est reliée à la capitale Moscou, distante de 809 km, par la route fédérale M7 Volga qui se prolonge sur 480 km jusqu'à Oufa dans l'est. Elle est reliée par la route fédérale R239 à Orenbourg dans le sud-est distante d'environ 900 km. Enfin la route fédérale R241 la relie à Oulianovsk 200 kilomètres plus au sud. La ville dispose de deux gares routières : la gare routière centrale située à environ 2 km de la gare Kazan 1 d'où partent des autocars intercités vers Oulianovsk, Ielabouga et Tcheboksary et la gare routière du sud d'où partent les bus desservant Bolgar, Almetievsk, etc.
La construction en cours d'une autoroute à péage, la M12 entre Moscou et Iékaterinbourg, permettra de relier plus efficacement Kazan à la capitale. L'ouverture du tronçon Moscou - Kazan est effective depuis le 20 décembre 2023, tandis que celle vers Iekaterinbourg est prévue pour fin 2024.

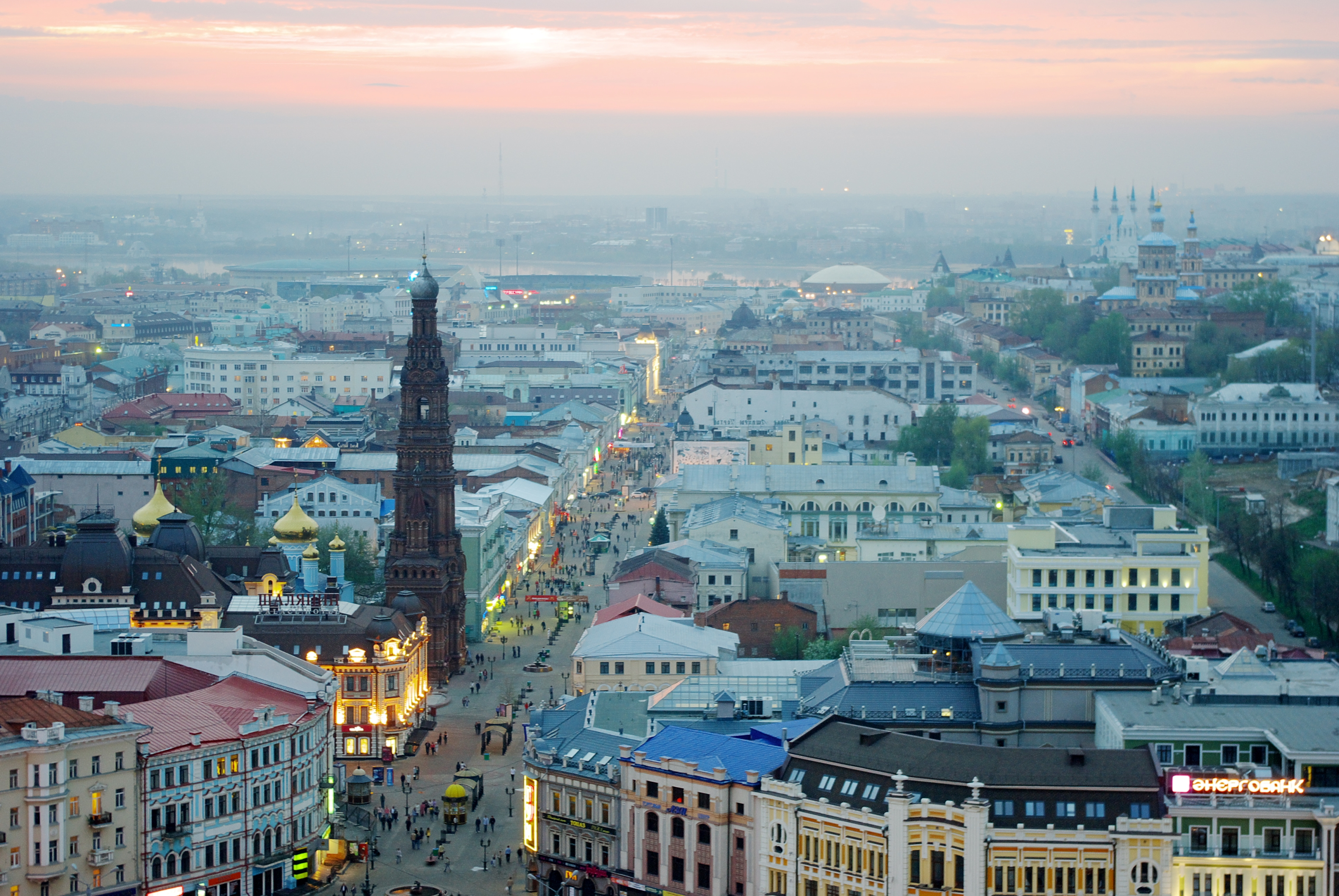
Rue Baoumana dans le centre-ville.

### Ports fluviaux
Kazan dispose d'un port fluvial actif sur la Volga qui bénéficie des aménagements qui ont transformé le fleuve en une longue série de lacs. Le port pour passagers se trouve à environ 3 kilomètres au sud du centre-ville. Un service régulier permet de desservir les agglomérations voisines lorsque le fleuve n'est pas gelé ou en crue (de mai à novembre). Des bateaux effectuent des croisières de 2 à 3 jours à partir de ce port. En été, les villes de Bolgar (210 km) et Sviajsk (50 km) sont également desservies.

### Aéroport
L'Aéroport international de Kazan inauguré en 1997 et rénové en 2005 est situé à environ 25 kilomètres au sud-est de Kazan. Plusieurs compagnies dont Aeroflot, des compagnies régionales russes et des compagnies aériennes étrangères assurent une desserte régulière vers les principales métropoles régionales de Russie et quelques villes étrangères comme Prague, Francfort, Istanbul, Dubaï. Le trafic est d'environ 2 millions de passagers par an. Une dizaine de vols quotidiens relient Kazan à Moscou en une heure et demie environ et quatre vols quotidiens desservent Saint-Pétersbourg en 2 heures et demi.

## Culture locale et patrimoine
La ville accueille en 2014 un concours de chant appelé Turkvizyon, où chaque nation de culture turque (voir OICT) envoie un représentant. Le concours fait le tour des nations incluses.
Le conservatoire de Kazan est le lieu de travail de l'orchestre symphonique de la république du Tatarstan.
La salle de concert nationale Saïdachev est située place Svobody (de la Liberté). Tous les ans, en automne, s'y déroule le festival d'automne de Kazan.
La bibliothèque nationale de la république du Tatarstan a été fondée en 1865 comme bibliothèque municipale et s'est installée dans ses nouveaux locaux en septembre 2020.

### Monuments

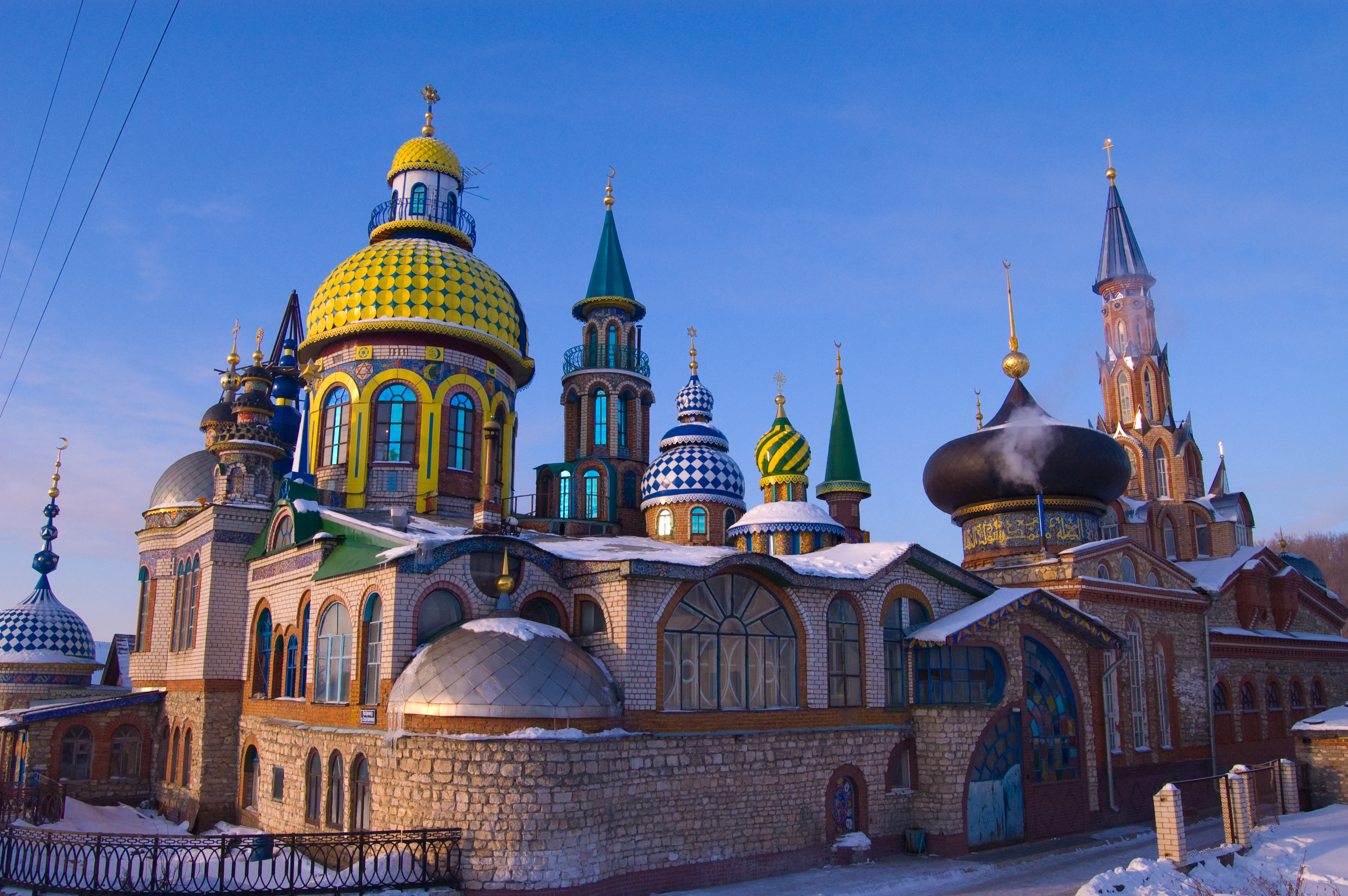
Temple de toutes les religions (1992) combine des formes architecturales tirées de plusieurs religions monothéistes.

Le kremlin de Kazan figure sur la liste du patrimoine mondial. Au kremlin, se trouvent l'ancien palais du gouverneur dû à l'architecte russe Constantin Andreïevitch Thon ainsi que des églises du même architecte. À la suite de la conquête de Kazan, Ivan le Terrible fit construire sur la place Rouge la cathédrale Saint-Basile et parallèlement ordonna la construction d'une petite église dans le kremlin de Kazan, ce qui fut fait en trois jours. Plus tard (en 1556 ?), l'église fut remplacée par la cathédrale de l'Annonciation. Cette construction est la plus ancienne du kremlin de Kazan. À côté de la cathédrale, se trouve une tour en briques construite au XVIIIe siècle : c'est la tour Söyembikä, du nom de la dernière régente du khan de Kazan morte à Moscou en 1554. Derrière la tour, se trouve un mausolée contenant le sarcophage de Söyembikä.
La fête du millénaire de la ville, en 2005, a suscité des grands travaux, avec notamment la construction d'une ligne de métro.
- Cathédrale de l'Annonciation de Kazan
- Église Saint-Pierre-et-Saint-Paul de Kazan, église baroque du XVIIIe siècle
- Église Sainte-Catherine, église luthérienne néogothique
- Église de l'Exaltation-de-la-Sainte-Croix, église catholique d'architecture néoclassique
- Monastère Saint-Jean-Baptiste, XVIIe siècle
- Monastère Notre-Dame de Kazan, architecture néoclassique
- Monastère de la Dormition de la colline du Zilant
- Mosquée Märcani
- Mosquée Qolşärif, construite sur capitaux turcs
- Mémorial des soldats morts lors de la prise de Kazan en 1552
- Synagogue de Kazan

Édifices religieux
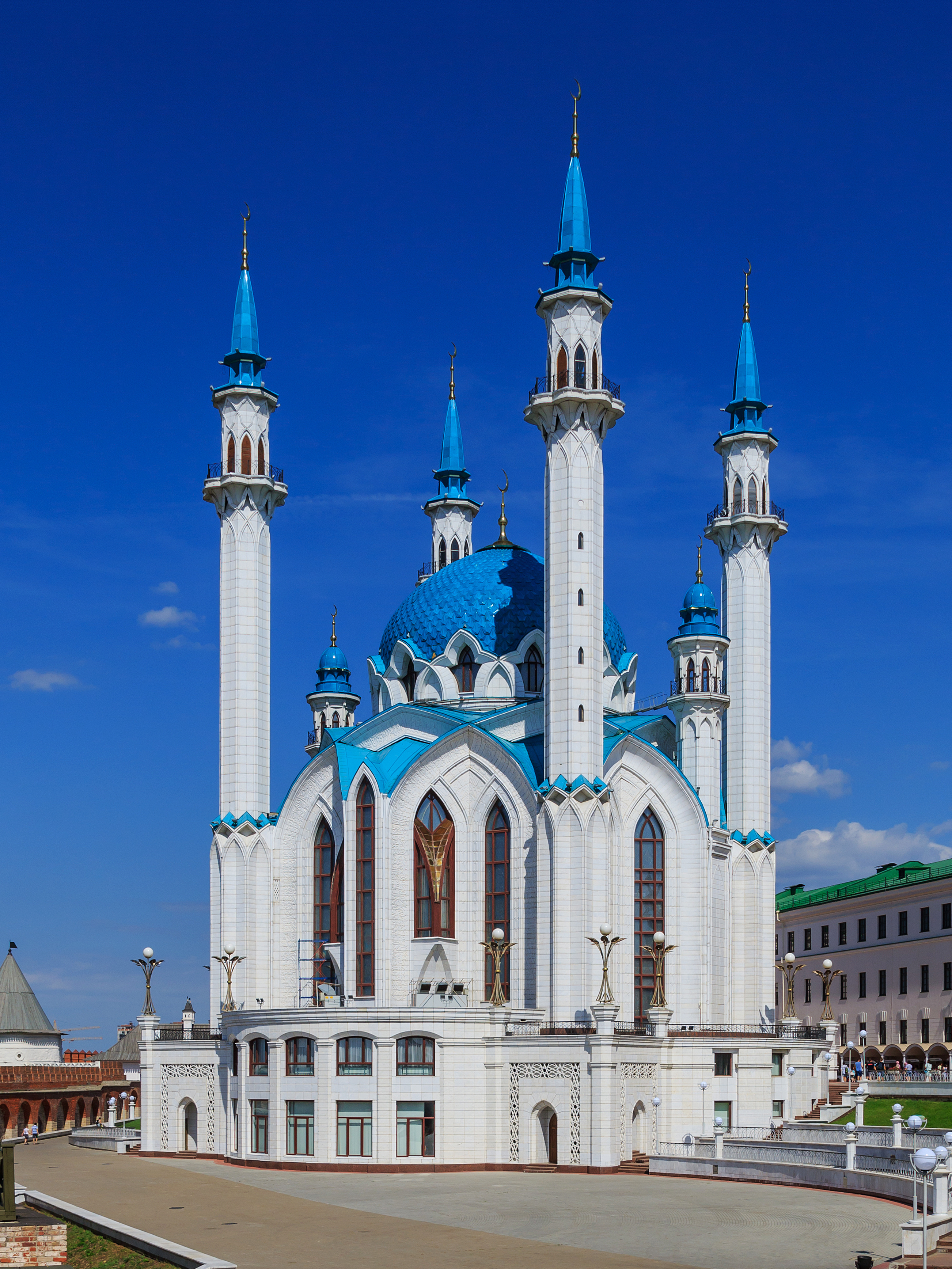
Mosquée Qolşärif
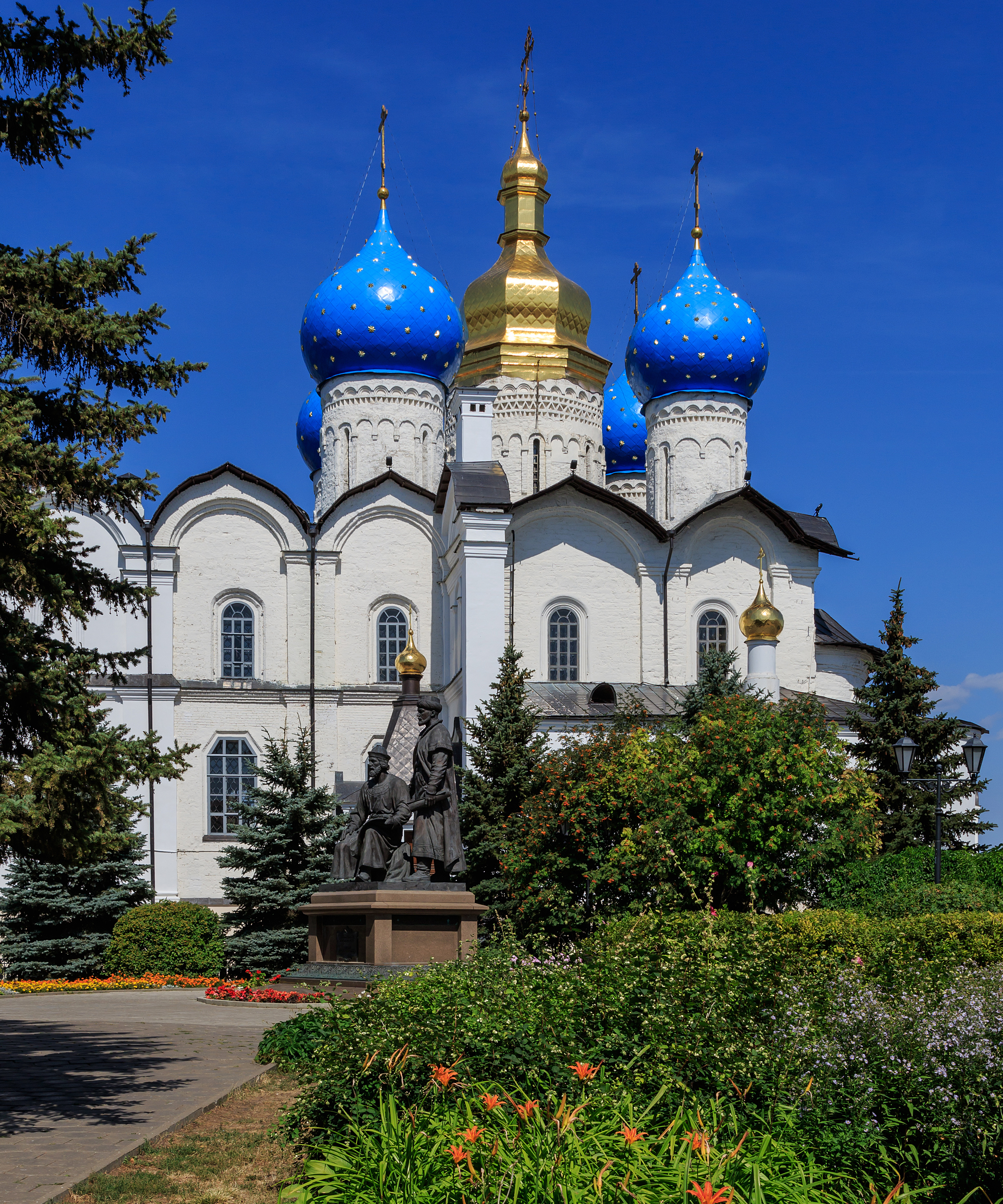
Cathédrale de l'Annonciation.
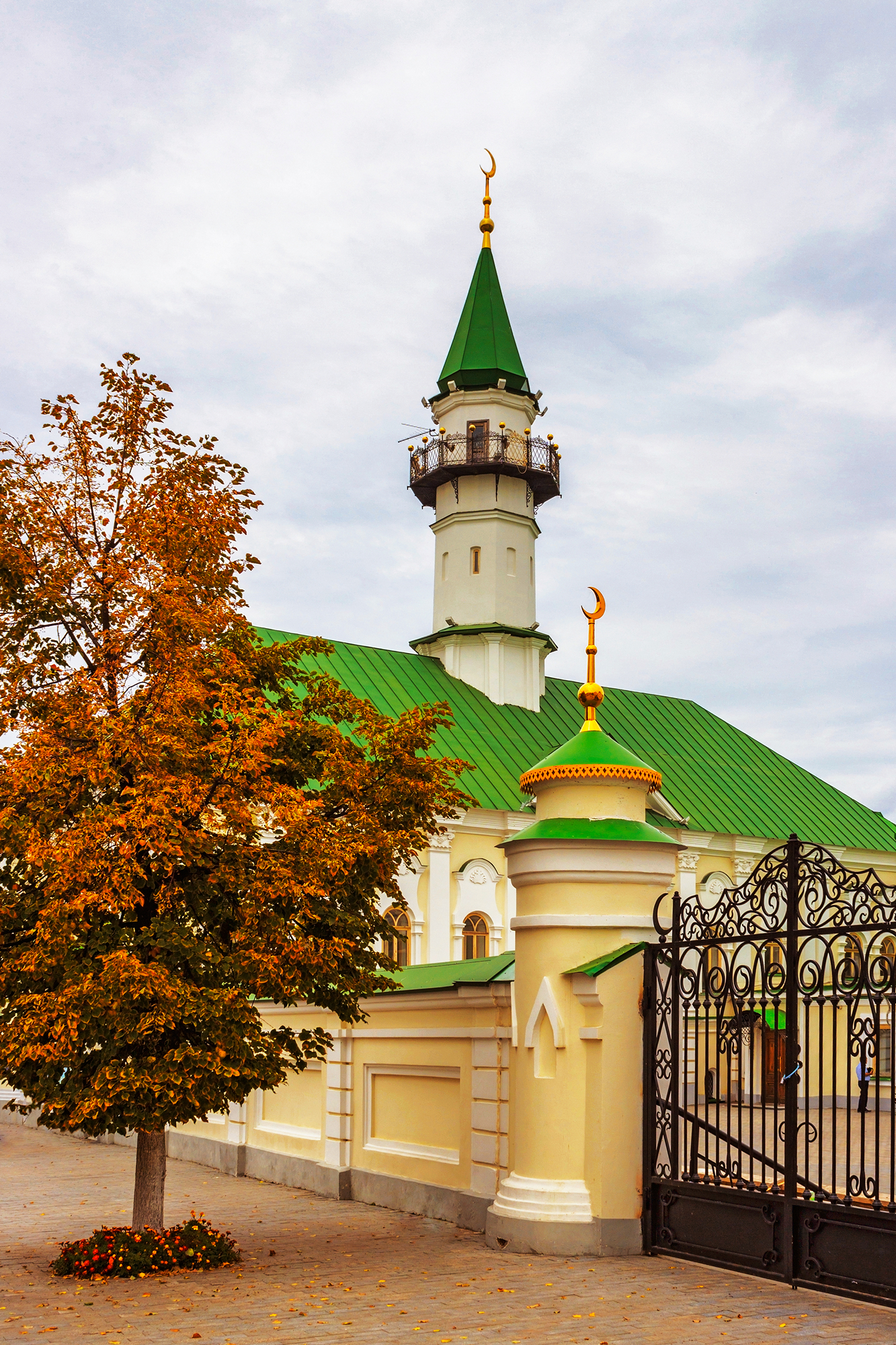
Mosquée Märcani.

#### Édifices du patrimoine civil
- La maison Fuchs, début XIXe siècle.
- L'immeuble Kekine, début XXe siècle.

### Musées et autres
- Le Jardin zoobotanique de Kazan a été fondé en 1806.
- La Galerie nationale des beaux-arts Khazine (située dans l'enceinte du Kremlin). Plusieurs tableaux de Nikolaï Fechine
- Le cimetière Arskoïe situé dans le raïon de Vakhitov.
- Musée d'État des Beaux-Arts du Tatarstan

### Urbanisme
La vieille ville mêle influences occidentale et orientale.

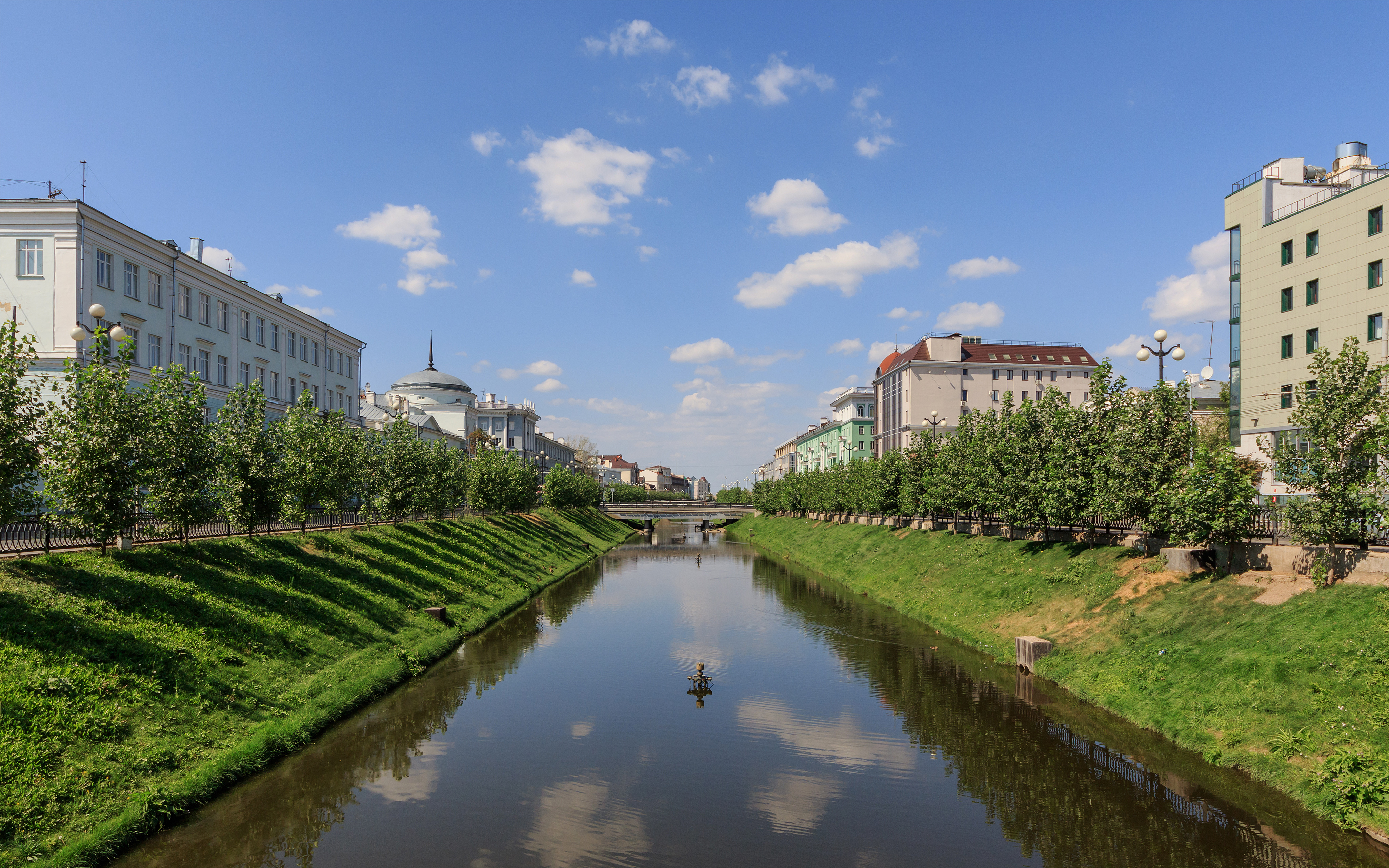
Canal Bolaq
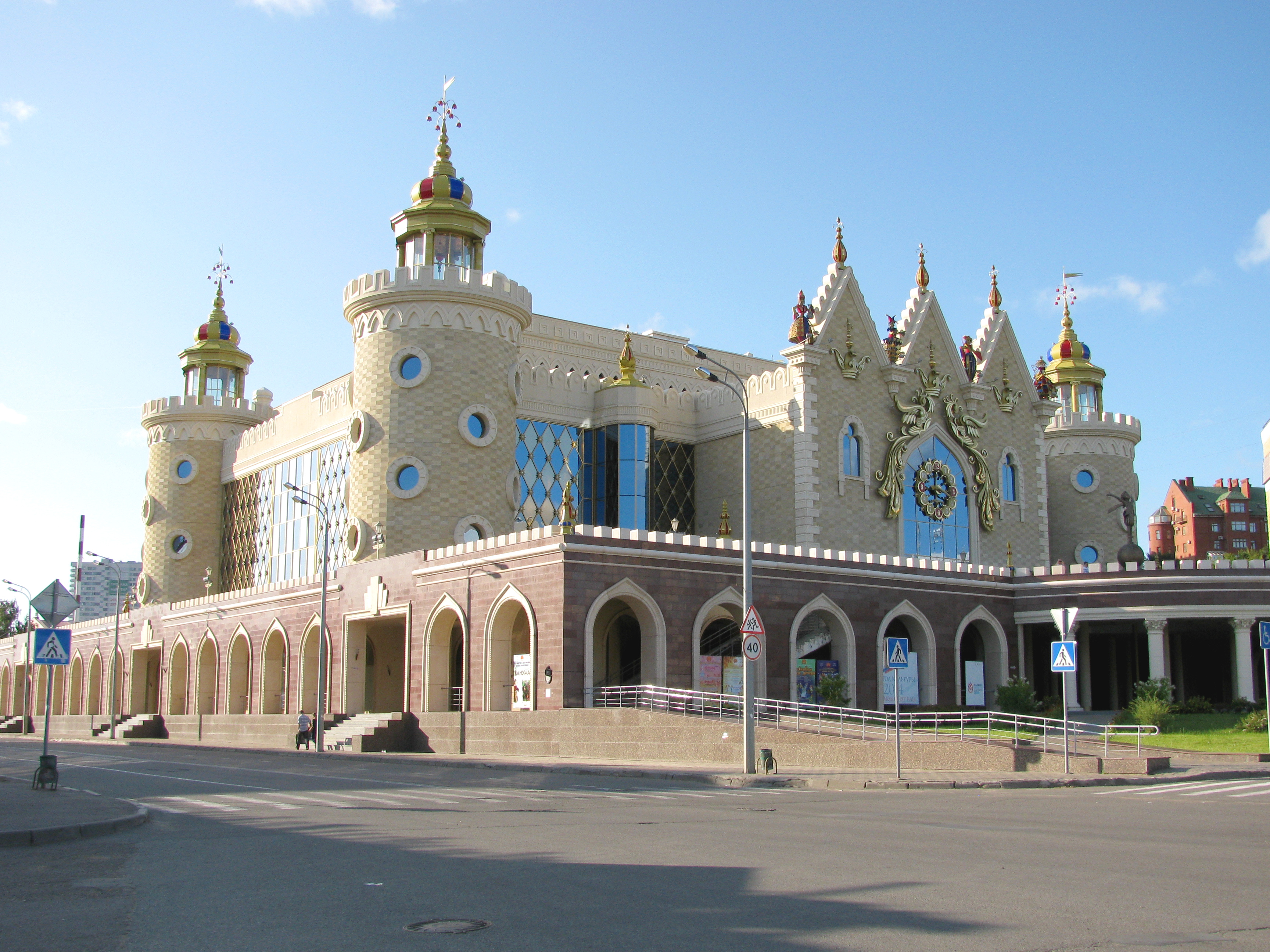
Théâtre de poupée
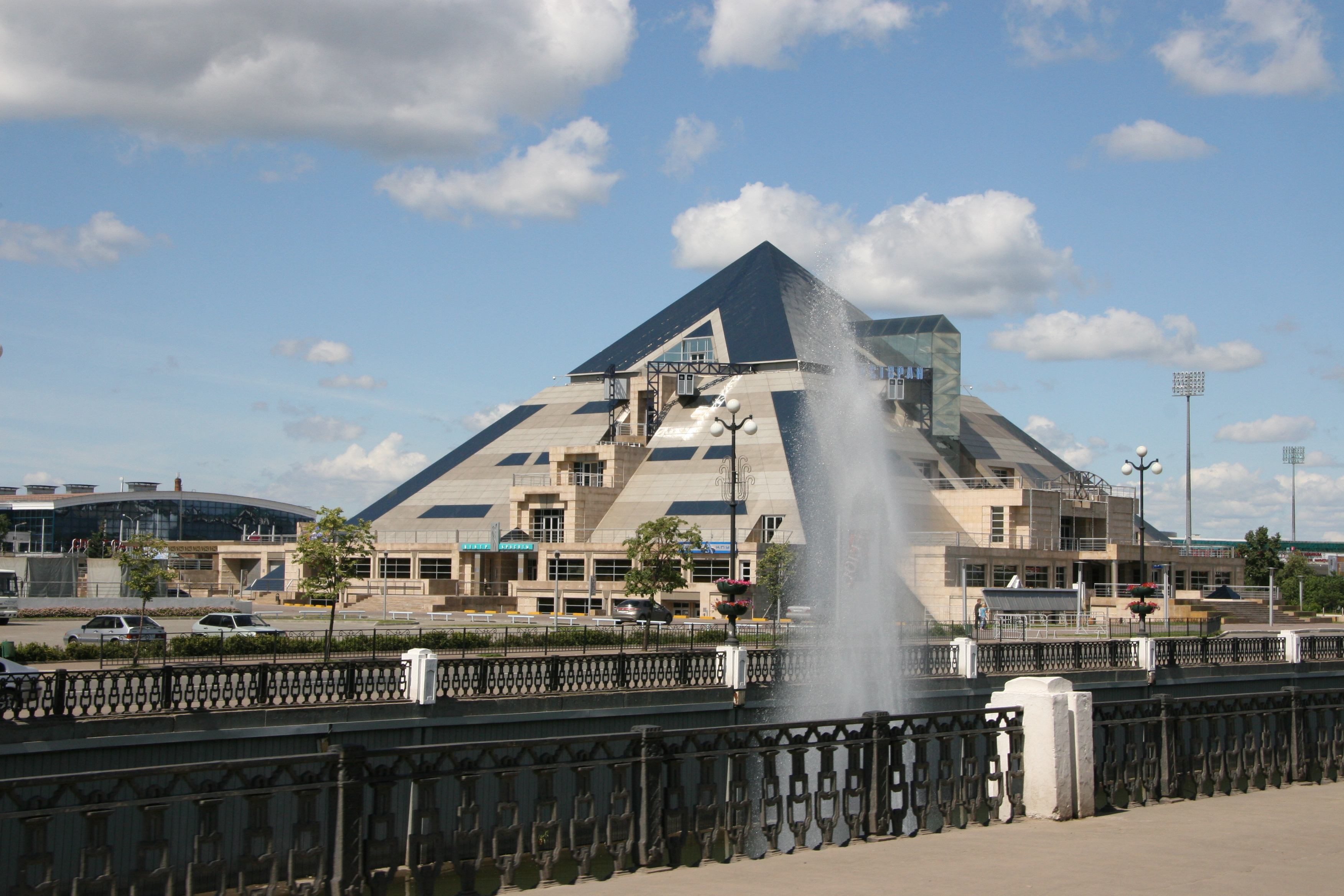
Complexe culturel

## Personnalités liées à la ville
Sont nés à Kazan
- Gavril Derjavine (1743-1816), poète et homme politique
- Fédor Chaliapine (1873-1938), chanteur d'opéra
- Polina Mendeléef (1888-1958), bactériologiste, fille de Dmitri Mendeleïev
- Gala Dalí (1894-1982), épouse de Paul Éluard puis de Salvador Dalí
- Nikolaï Fechine (1881-1955), peintre, devenu américain (USA) en 1923
- Ekaterina Nikolaïevna Maximova, (1891-1932), architecte
- Evgueni Schwarz (1896-1958), écrivain
- Alexandre Louria (1902-1977), psychiatre
- Aleksandr Karmine (1910-), as de l'aviation soviétique
- Vassili Aksionov (1932-2009), écrivain russo-américain
- Natalia Gutman (1942-), violoncelliste
- Vladimir Sichov (1945-), photographe
- Valentina Nikonova (1952-), championne olympique d'escrime
- Nailya Gilyazova (1953-), championne olympique d'escrime
- Olga Knyazeva (1954-2015), championne olympique d'escrime
- Valéri Guérassimov (1955-), militaire russe.
- Roustem Adagamov (1961-), blogueur
- Alexandre Fadeïev (1964-), patineur artistique
- Tchoulpan Khamatova (1975-), actrice de cinéma
- Aida Garifullina (1987-), chanteuse lyrique à la tessiture de soprano

Ont vécu à Kazan
- Gabdulkhay Akhatov (1927-1986), chercheur-linguiste
- Zakhida Bournacheva (1895-1977), poétesse et activiste soviétique et tatare
- Christian Martin Frähn (1782-1851), orientaliste allemand
- Léon Tolstoï (1828-1910), écrivain